# 自画像 (ゴッホ)
本項ではオランダの画家、フィンセント・ファン・ゴッホの自画像について述べる。

## 概要
ファン・ゴッホは10年ほどの画業の中で、パリに移住して以降約38点の自画像を描き残した。これは、印象派や浮世絵との出会いによる意識や画風の変化の他に、現実的なものとして、彼がモデルを雇う金がなかったため、手っ取り早く自身を描くことにしたというものと、まず自画像を描くことで他人の肖像画を上手く描けるようになるための習作としたという理由が考えられている。また、パリ移住以前の自画像がないのは、像が映るほどの大きさの鏡を持っていなかったためとされている。

## 一覧

1889年8月（F626）
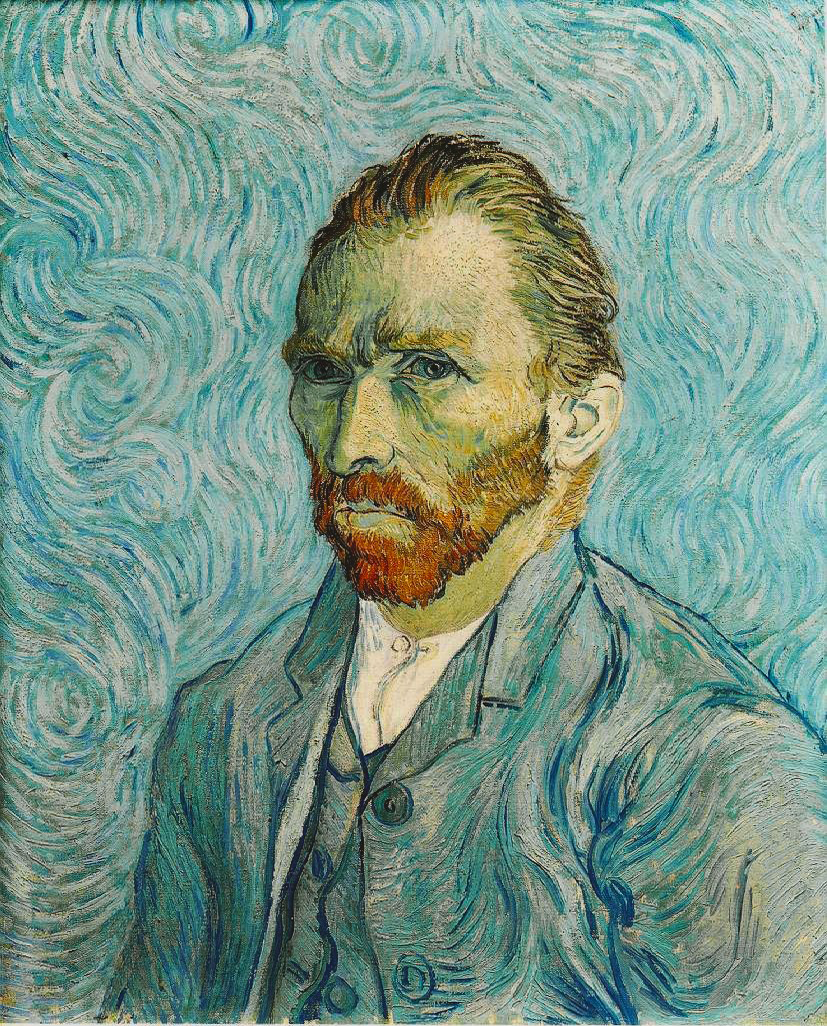
1889年9月（F627）
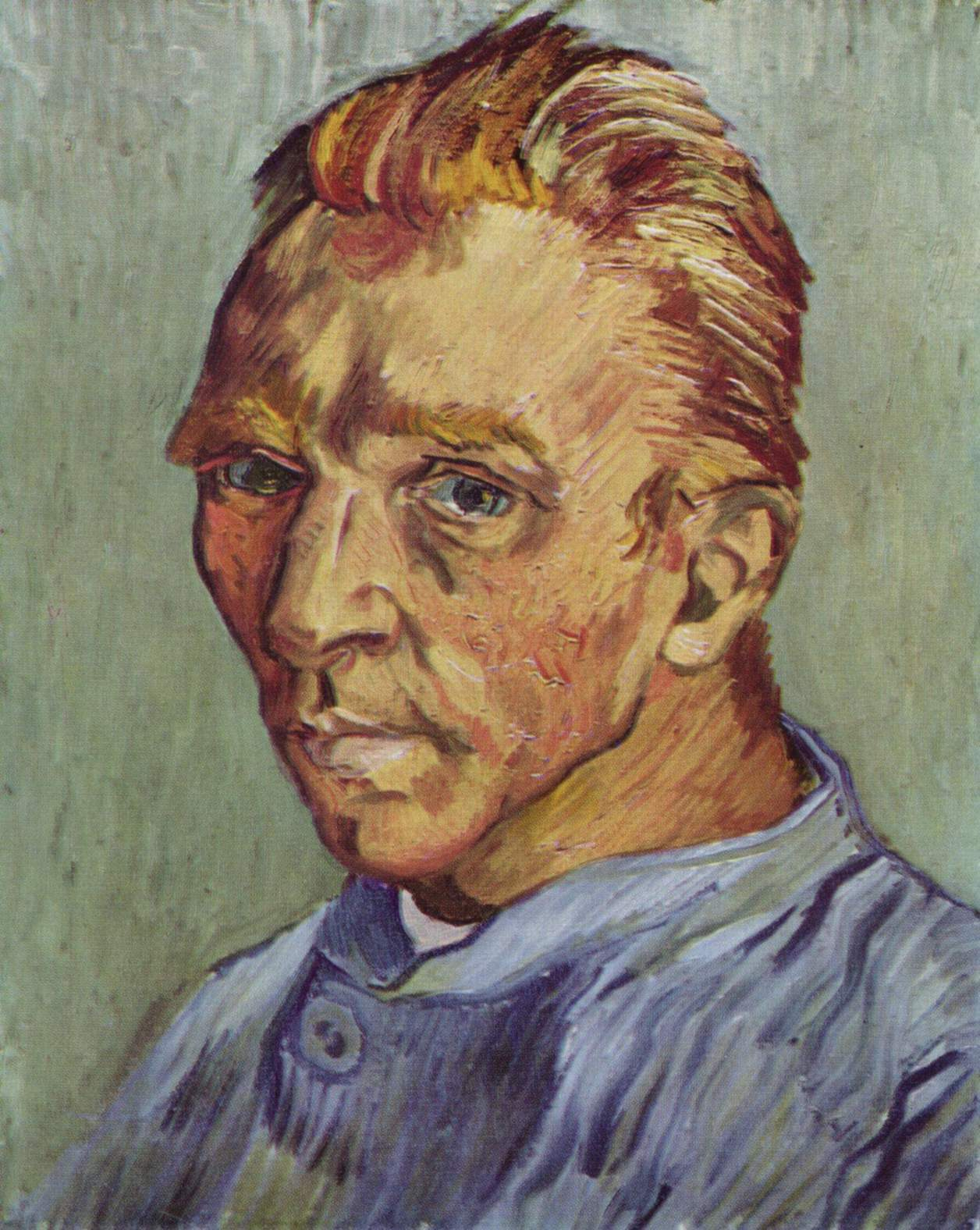
ひげのない自画像、1889年9月末（F525）

パリ
ファン・ゴッホが描いた自画像のうち、現存するもっとも古いものは1886年に描かれた。また、パリ時代に最も多くの自画像が描かれた。

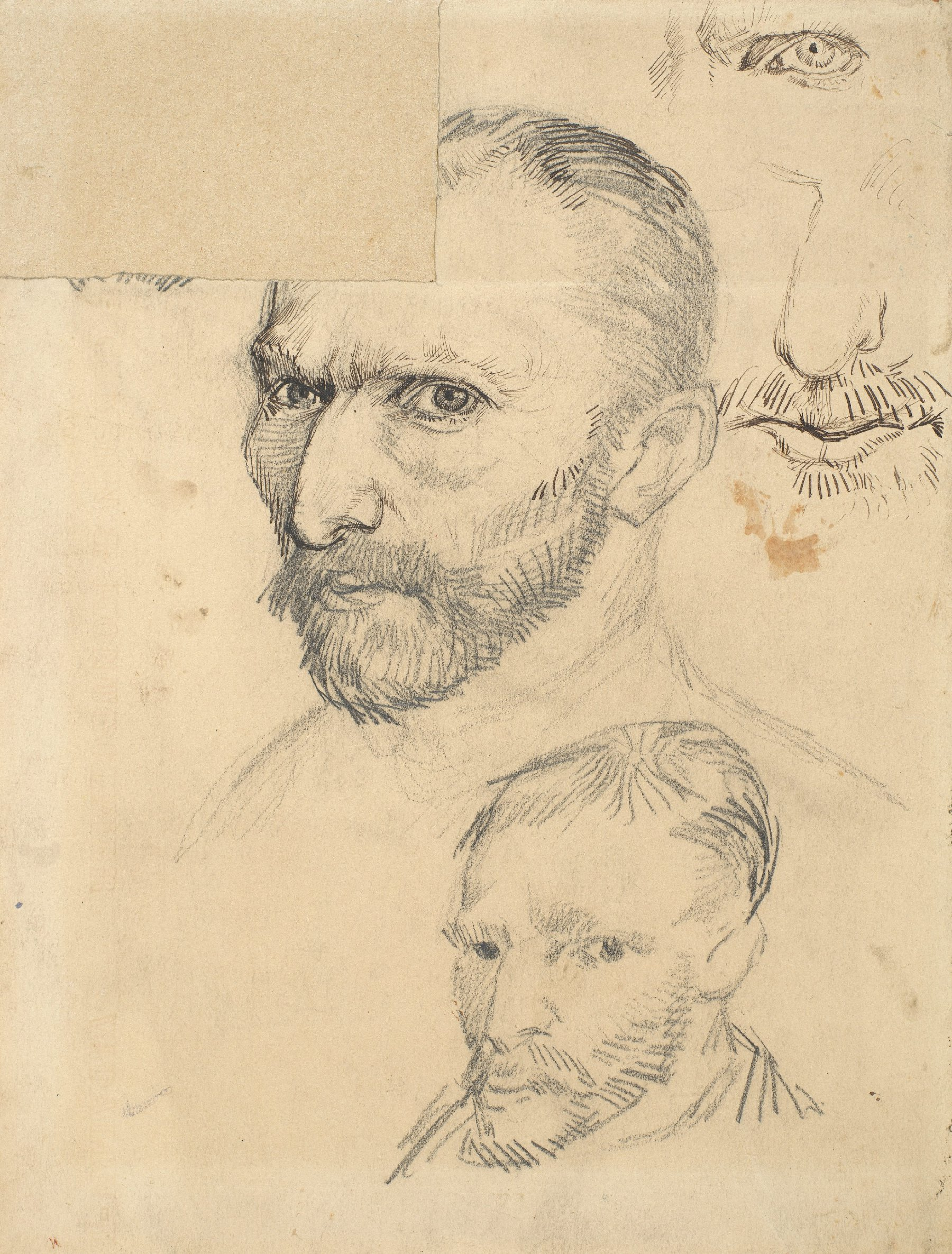
自画像の素描、1886年（F1378r）
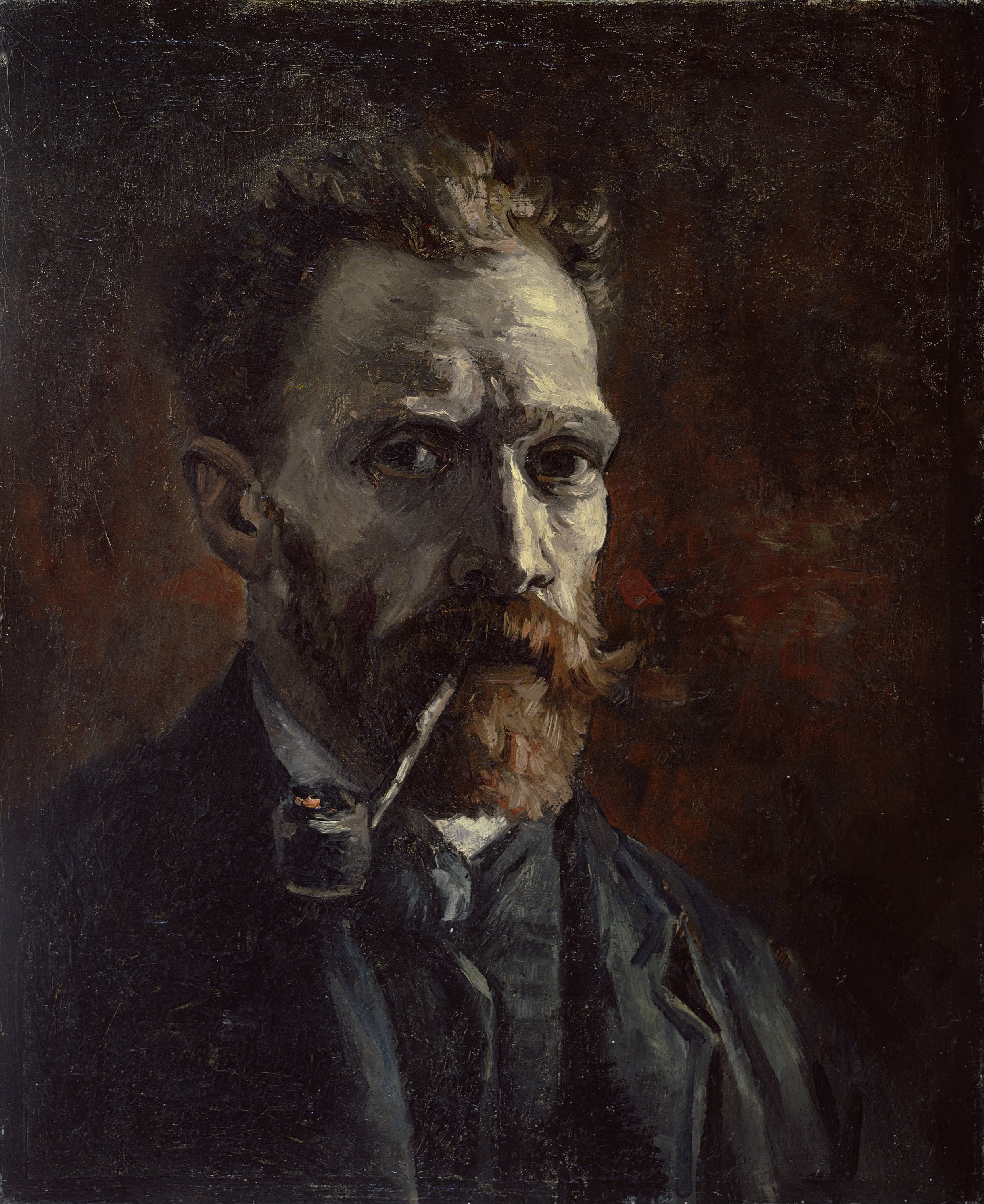
パイプをくわえた自画像、1886年（F180）
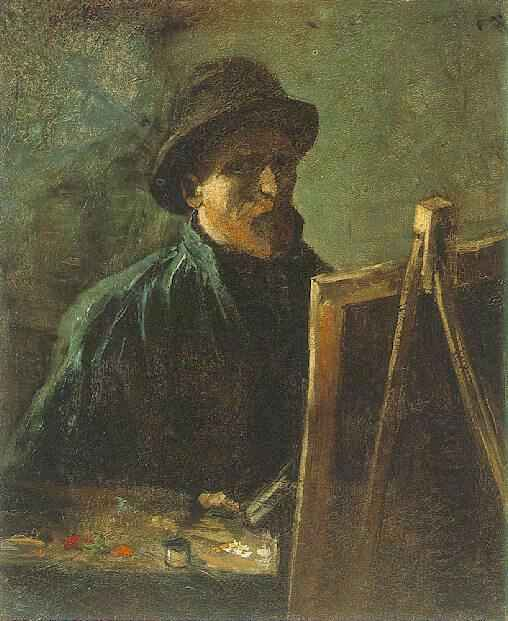
イーゼルの前で暗色のフェルト帽を被る自画像、1886年（F181）
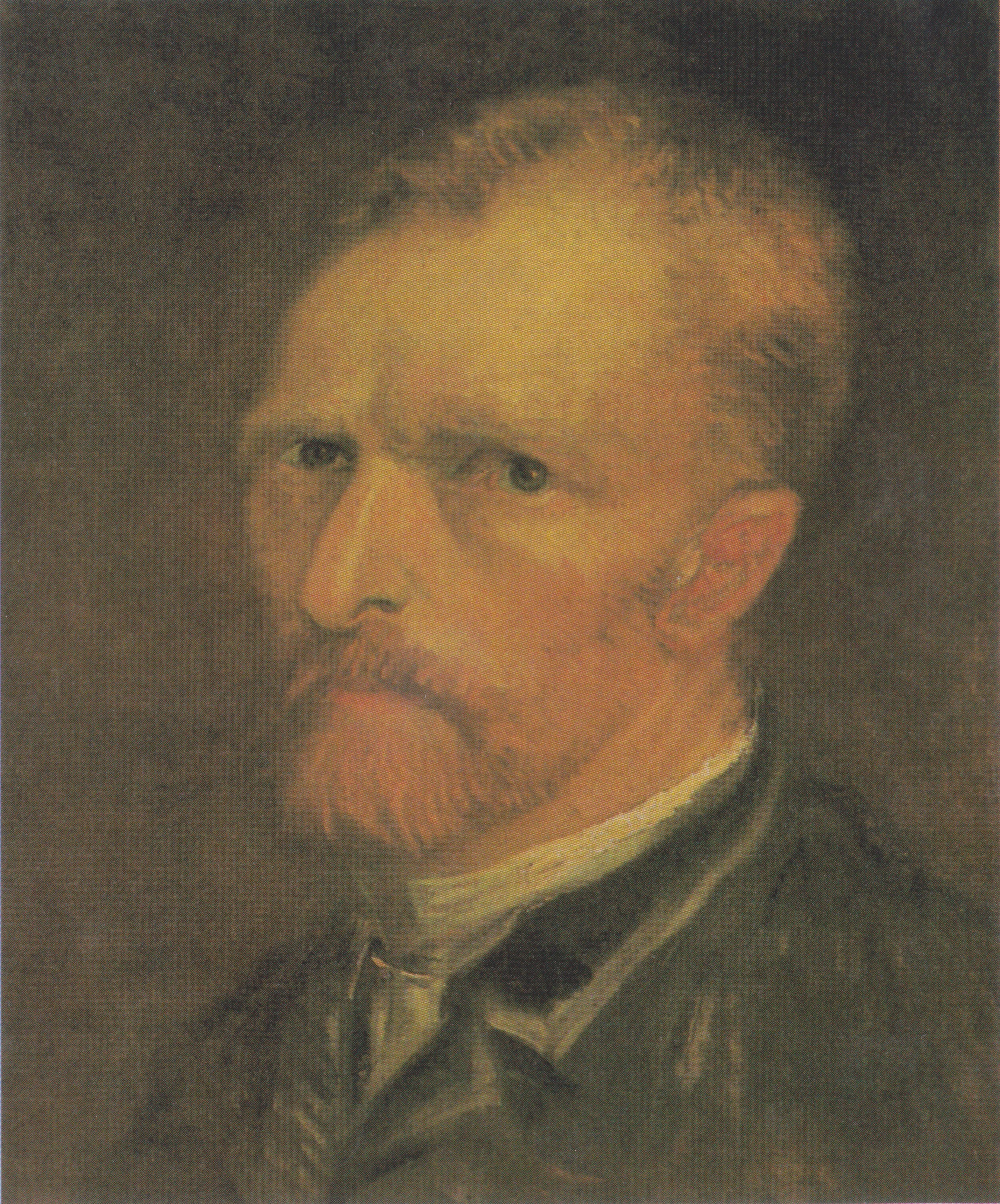
1886年秋（F178v）
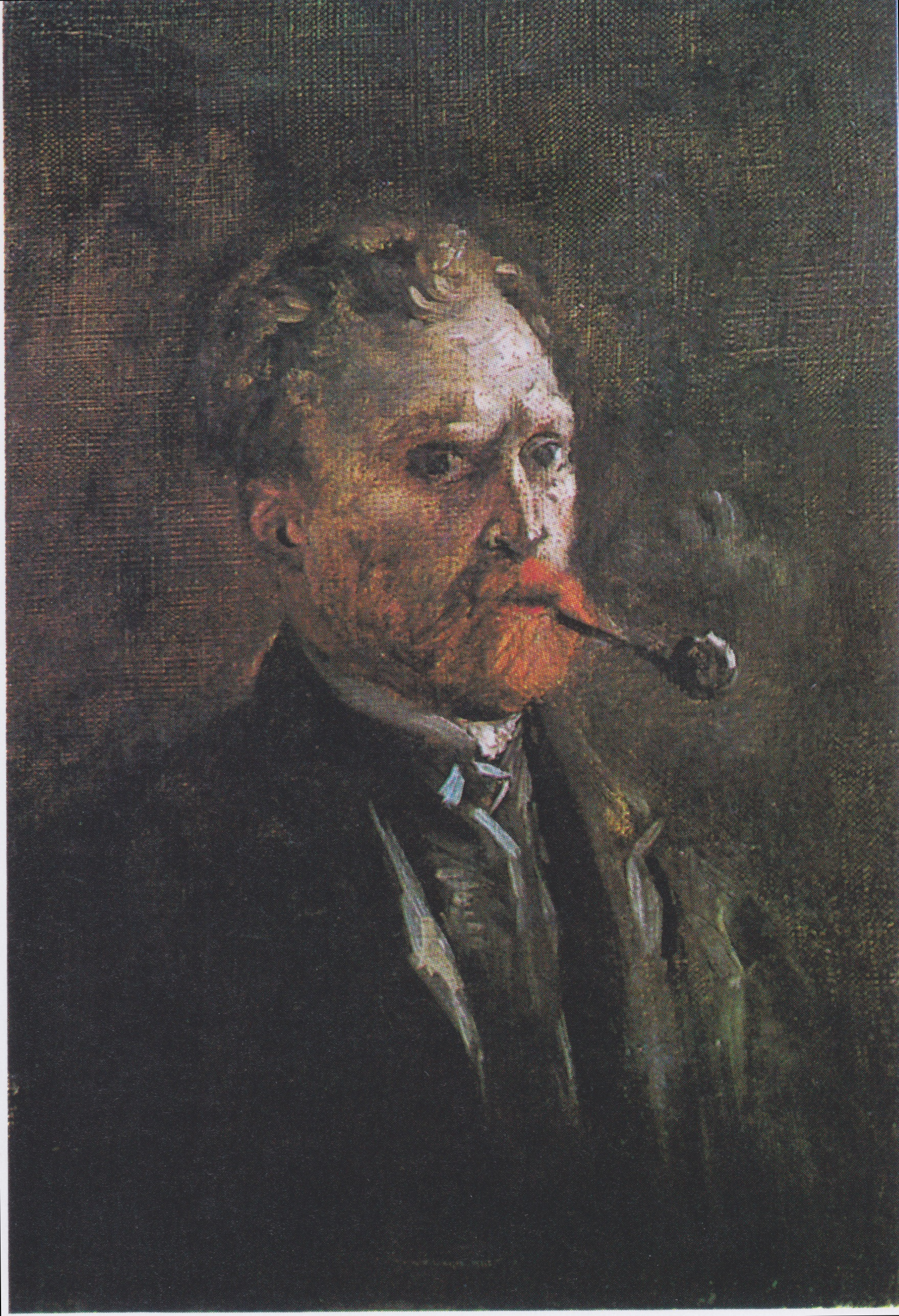
パイプをくわえた自画像、1886年（F208）
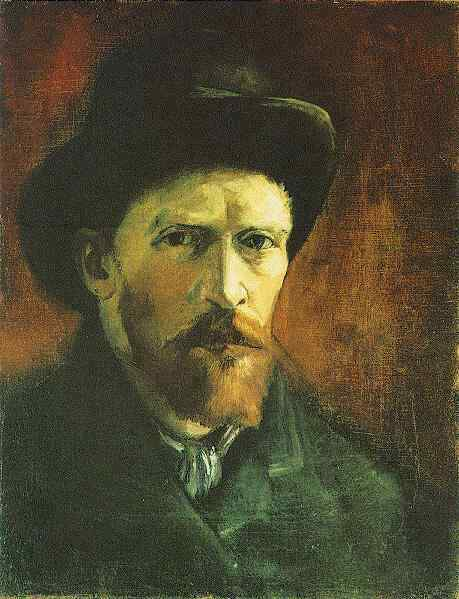
黒のフェルト帽を被る自画像、1886年（F208a）
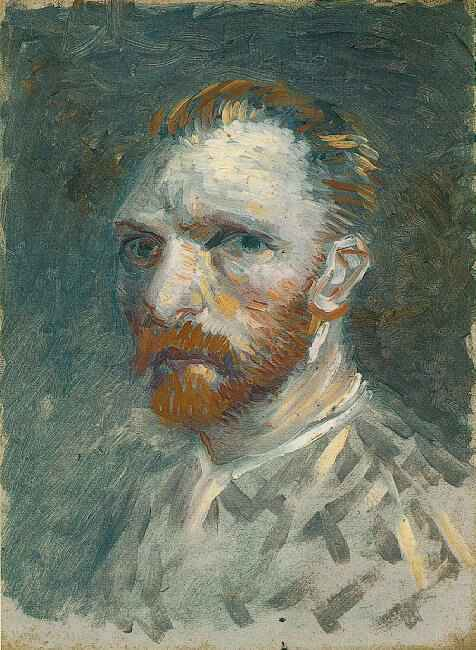
1886-87年冬（F267）
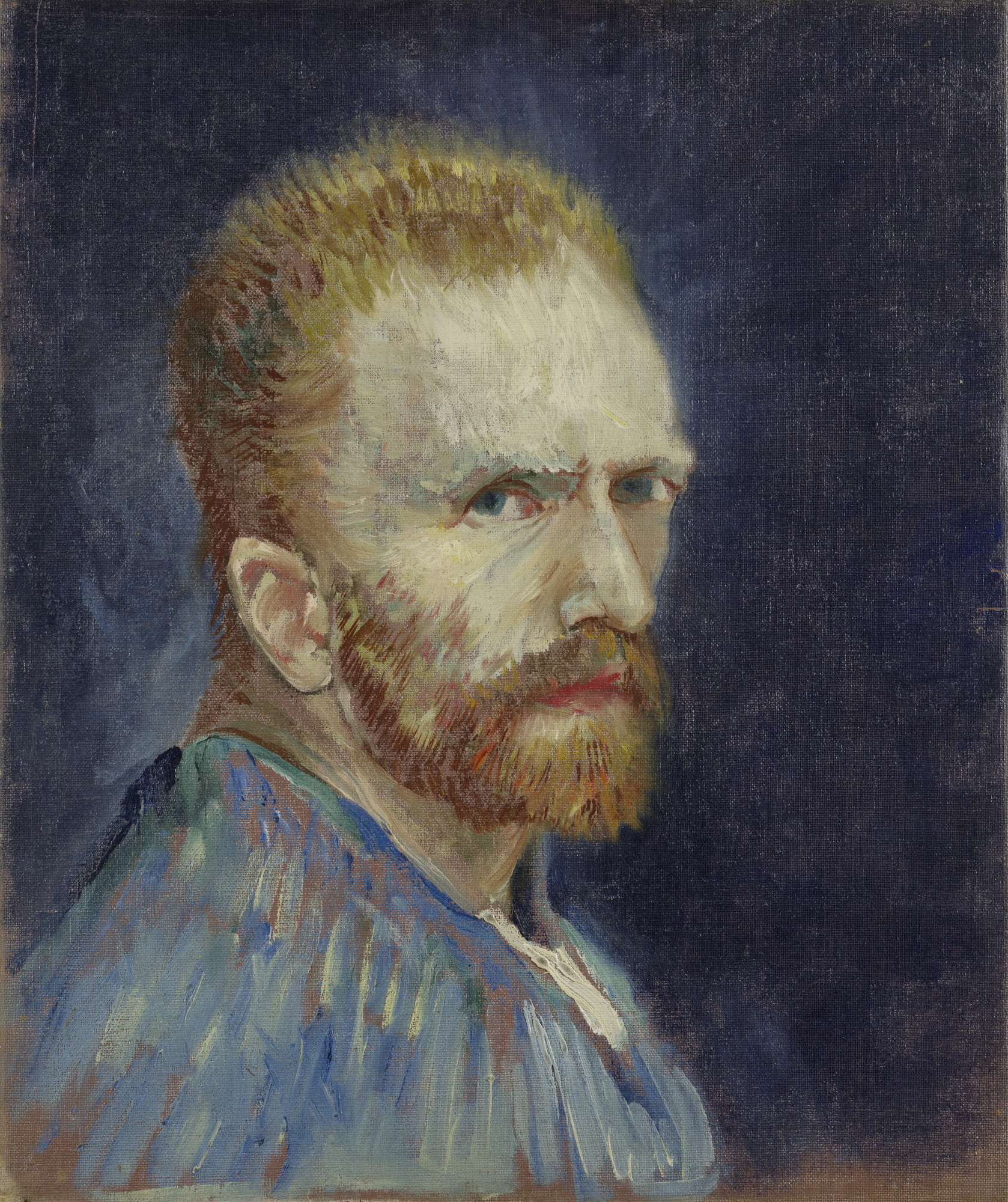
1886-87年冬（F268）
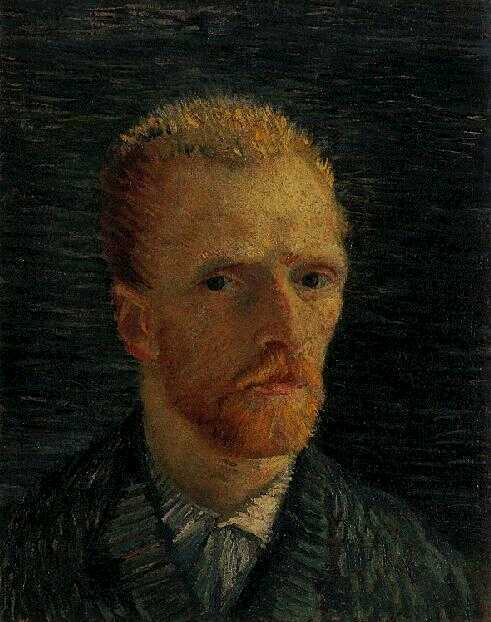
1886-87年冬（F269v）
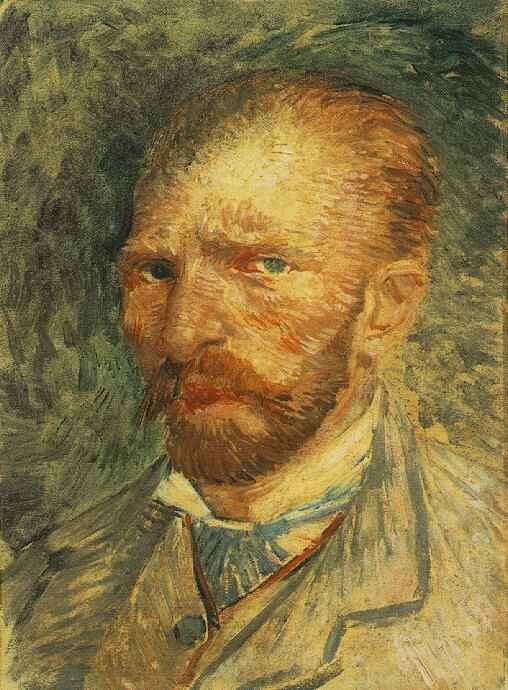
1886-87年冬（F380）
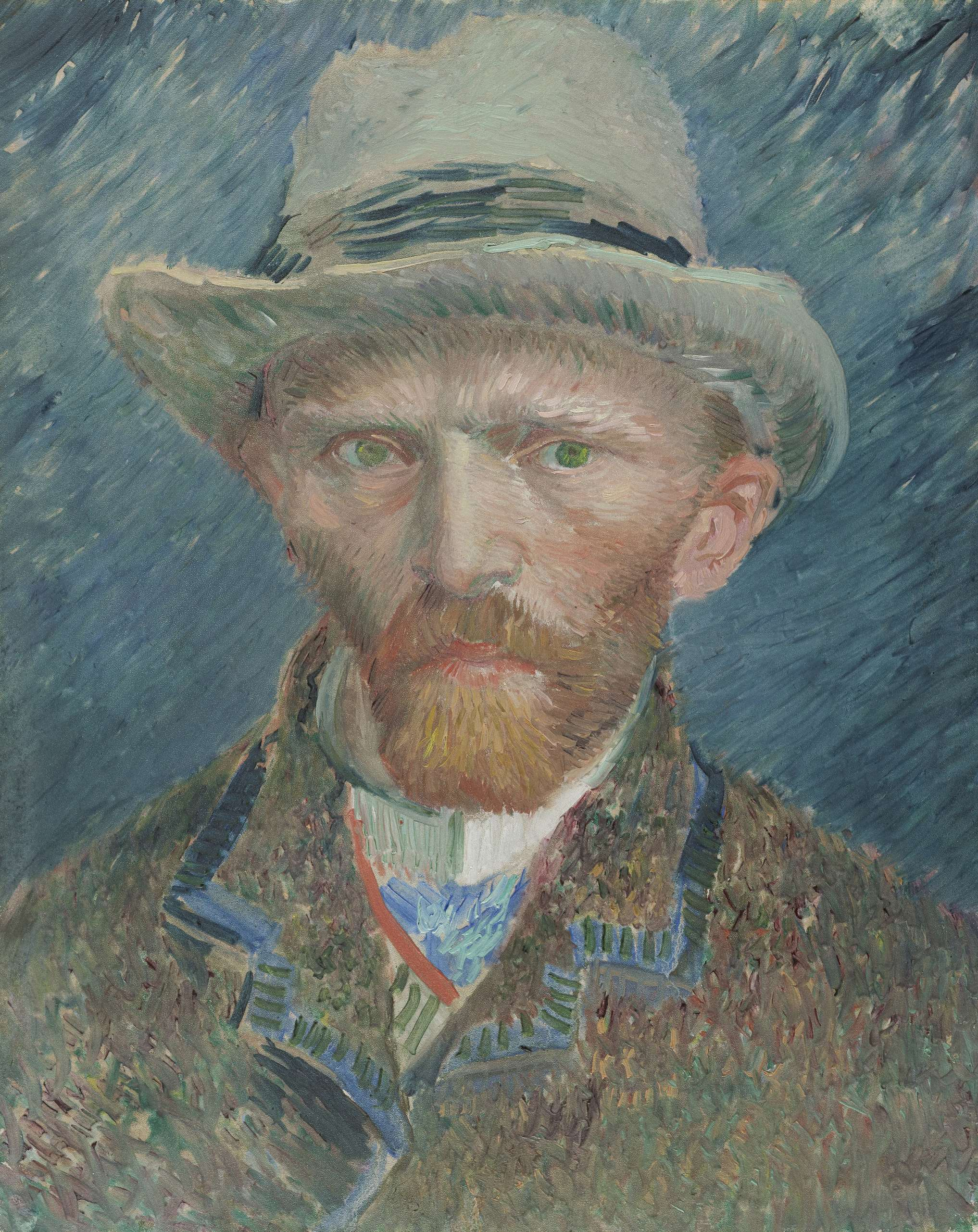
1886-87年冬（F295）
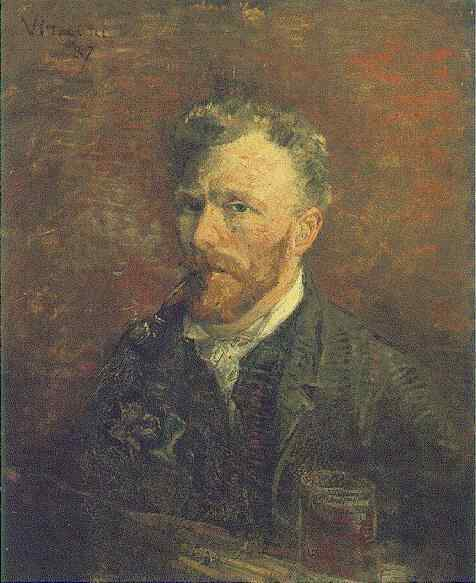
1887年（F263a）
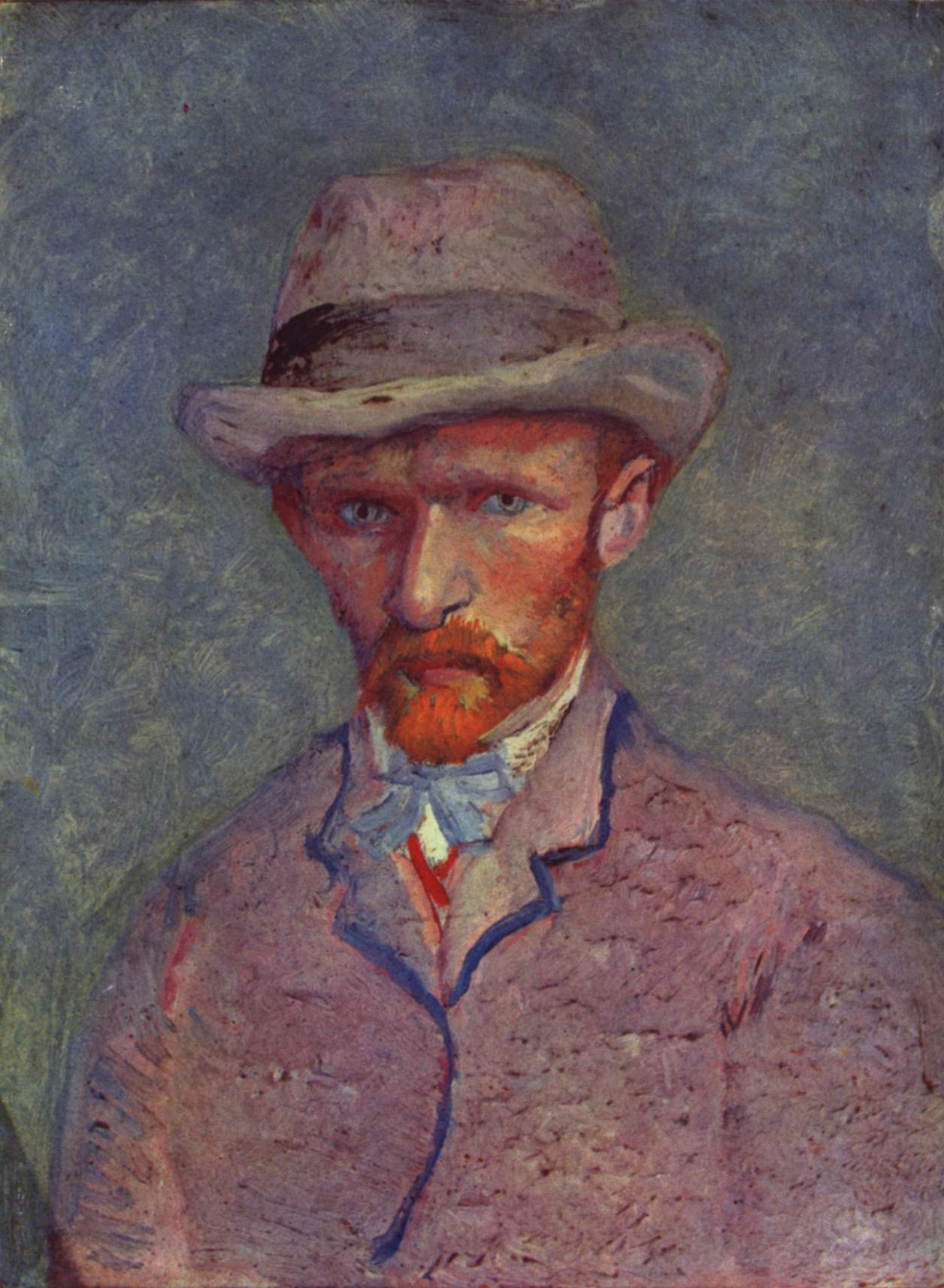
1887年3-4月（F296）
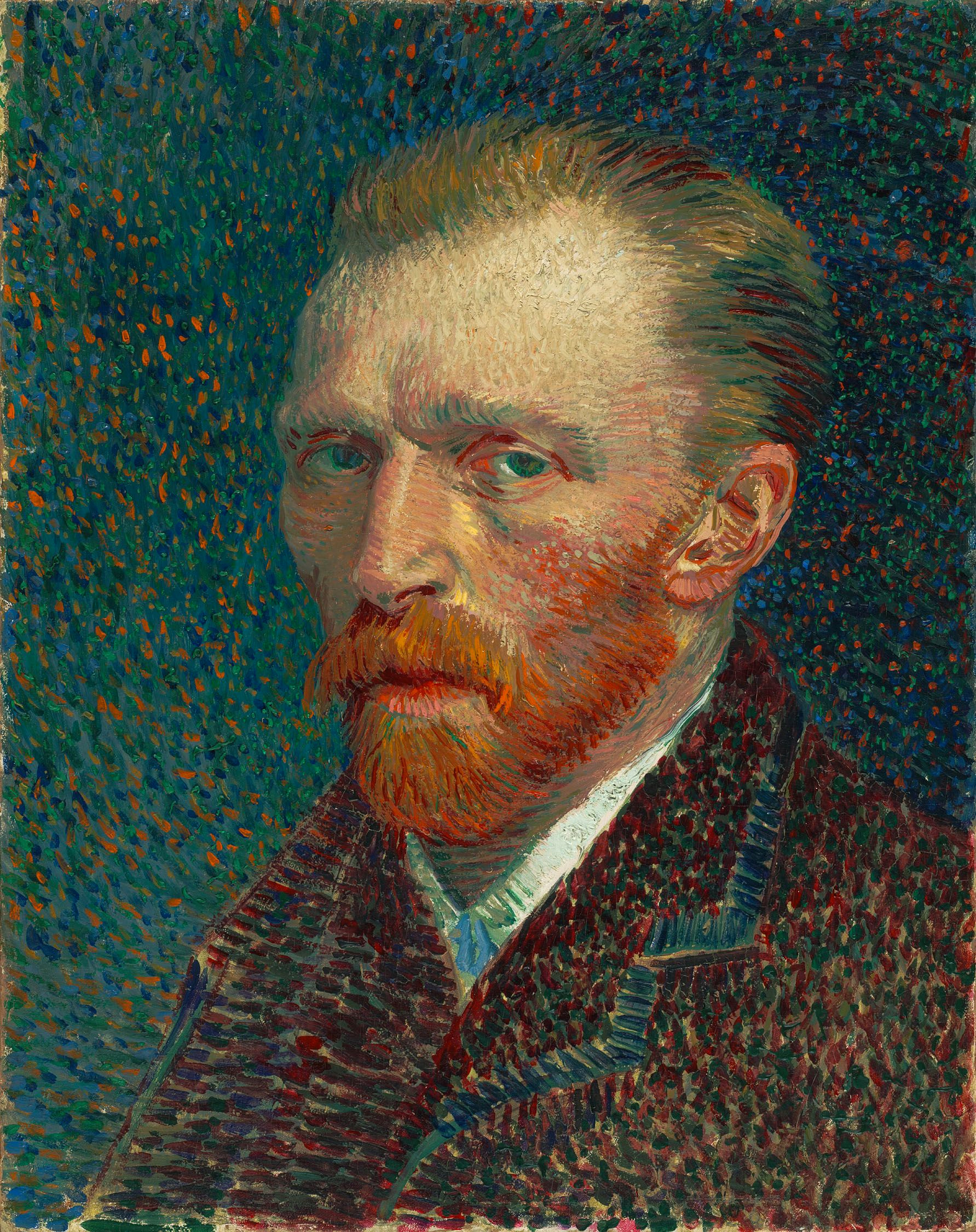
1887年春（F345）
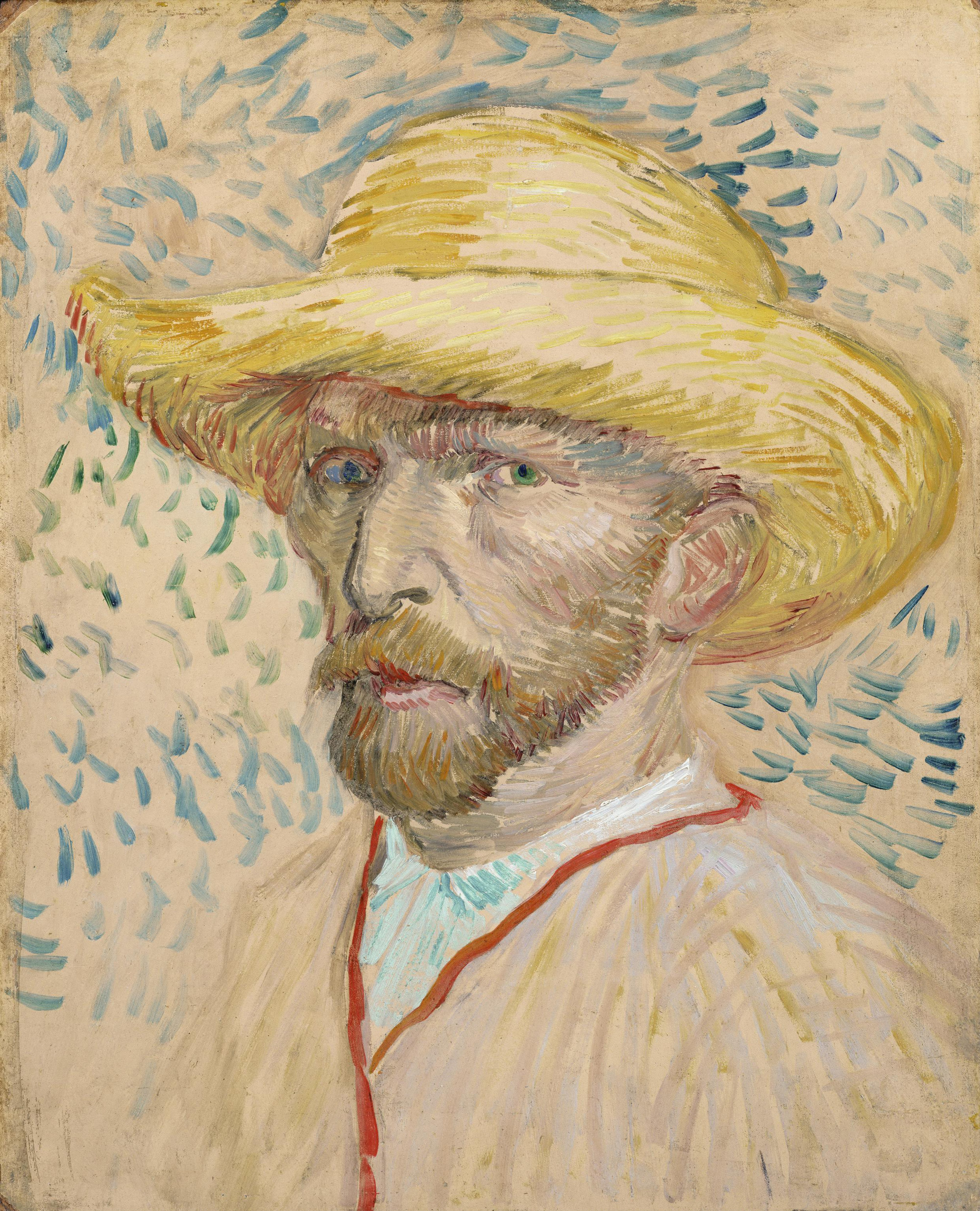
麦わら帽子を被った自画像、1887年夏（F469）
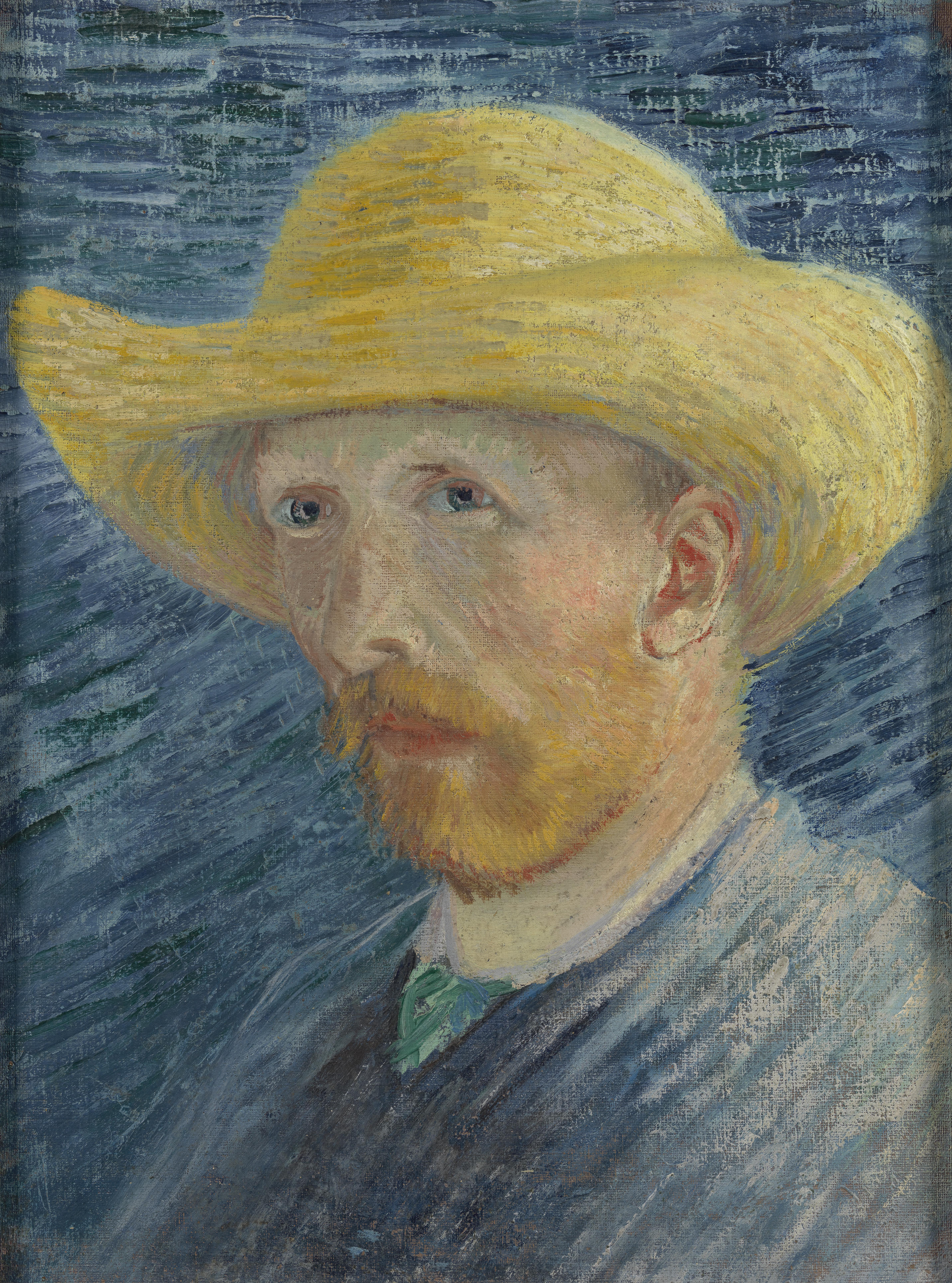
麦わら帽子を被った自画像、1887年夏（F61v）
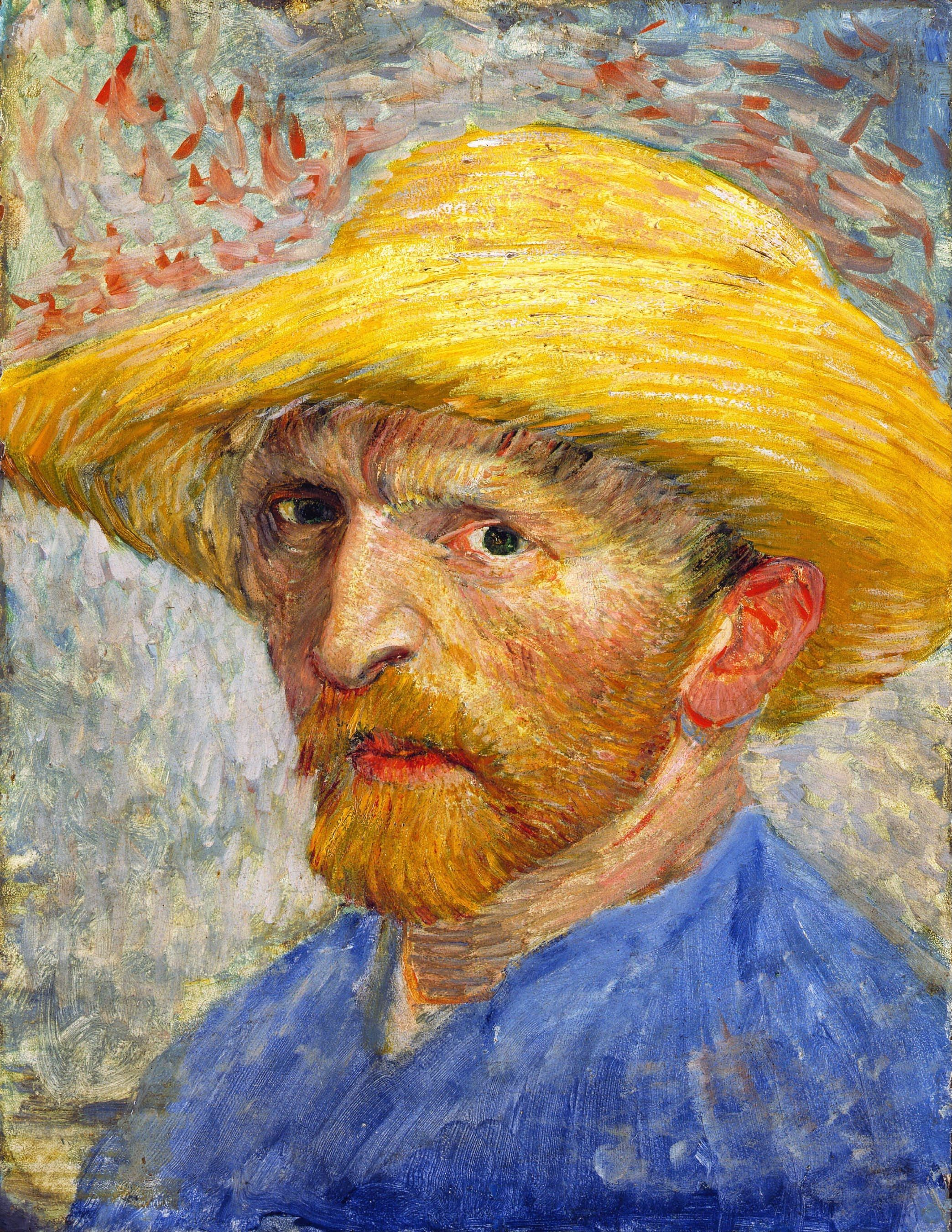
1887年夏（F526）
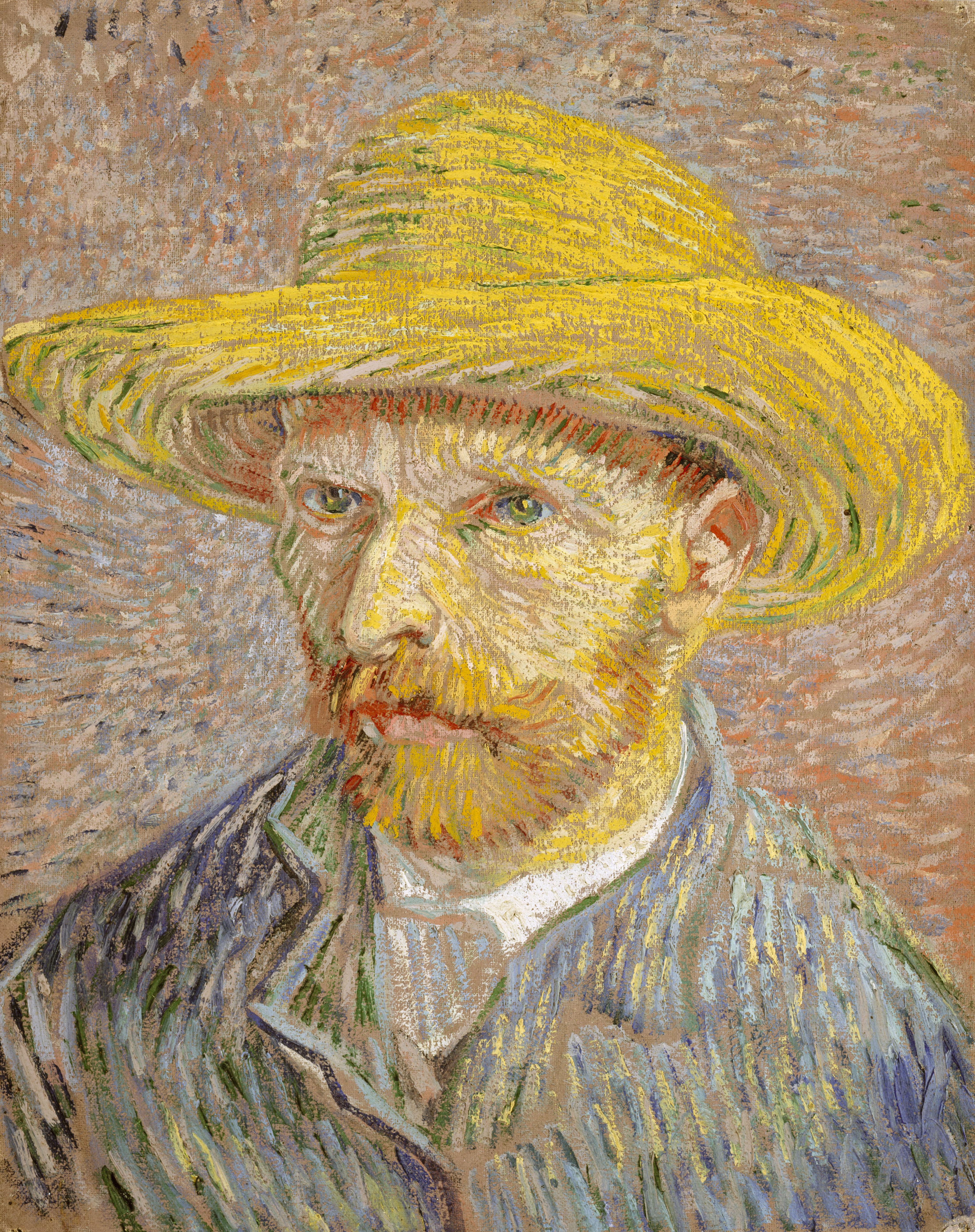
麦わら帽子を被った自画像、1887年（F365v）
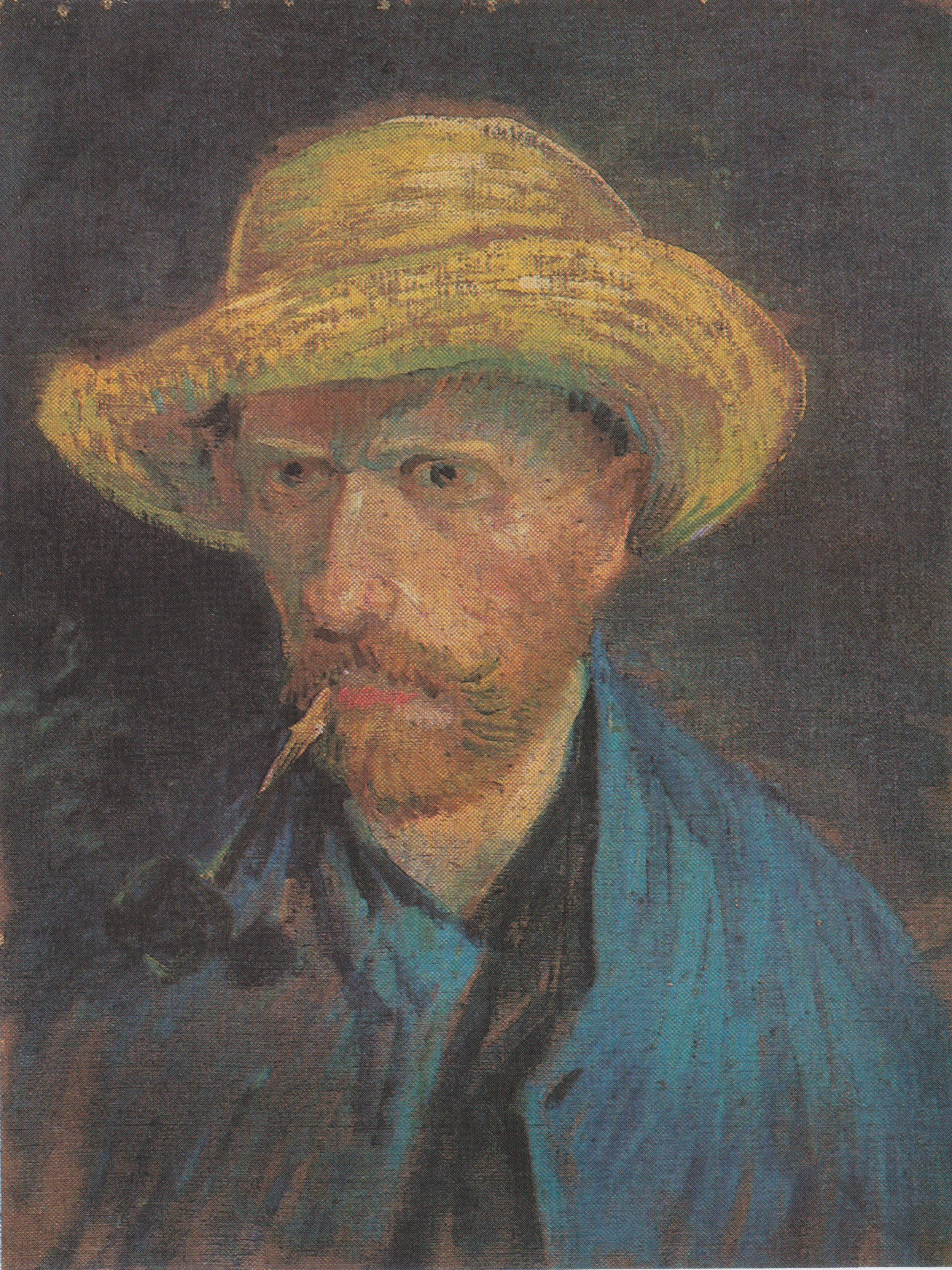
麦わら帽子を被りパイプをくわえた自画像、1887年（F179v）
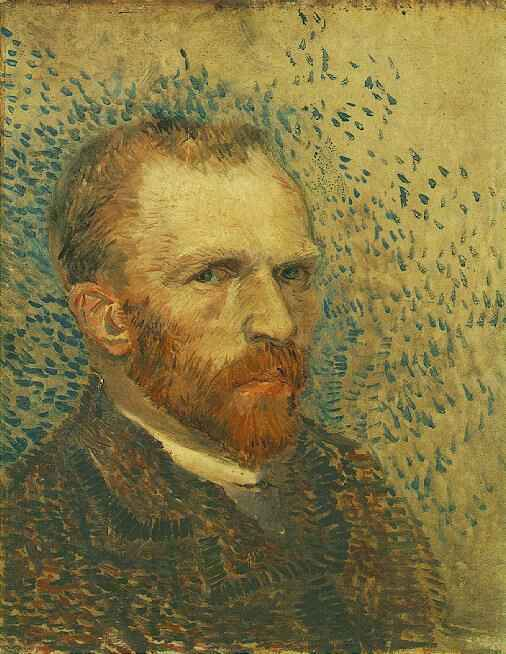
1887年夏（F356）
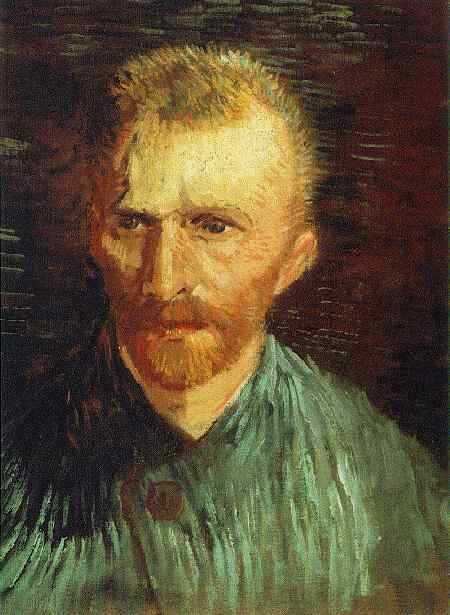
1887年夏（F77v）
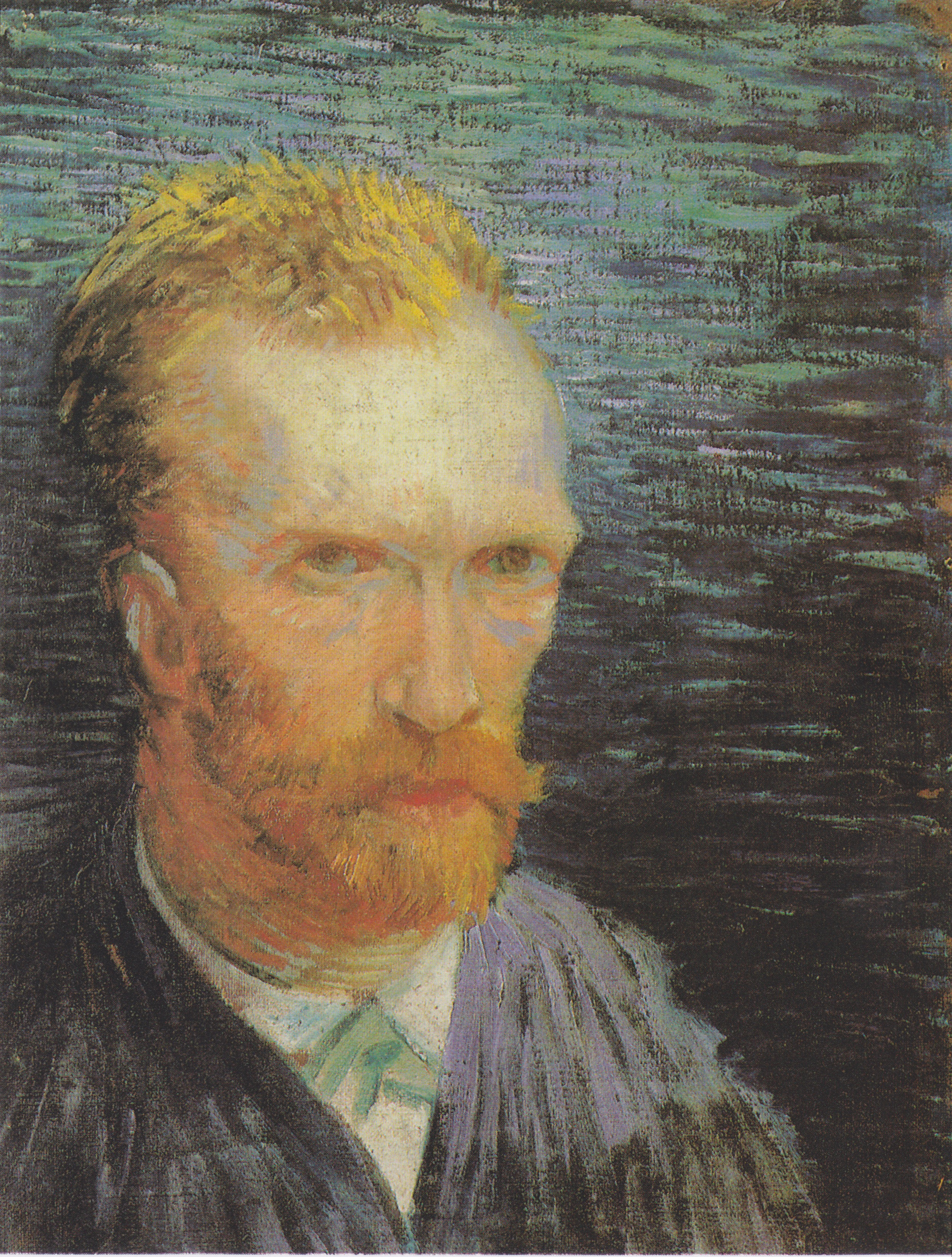
1887年夏（F109v）
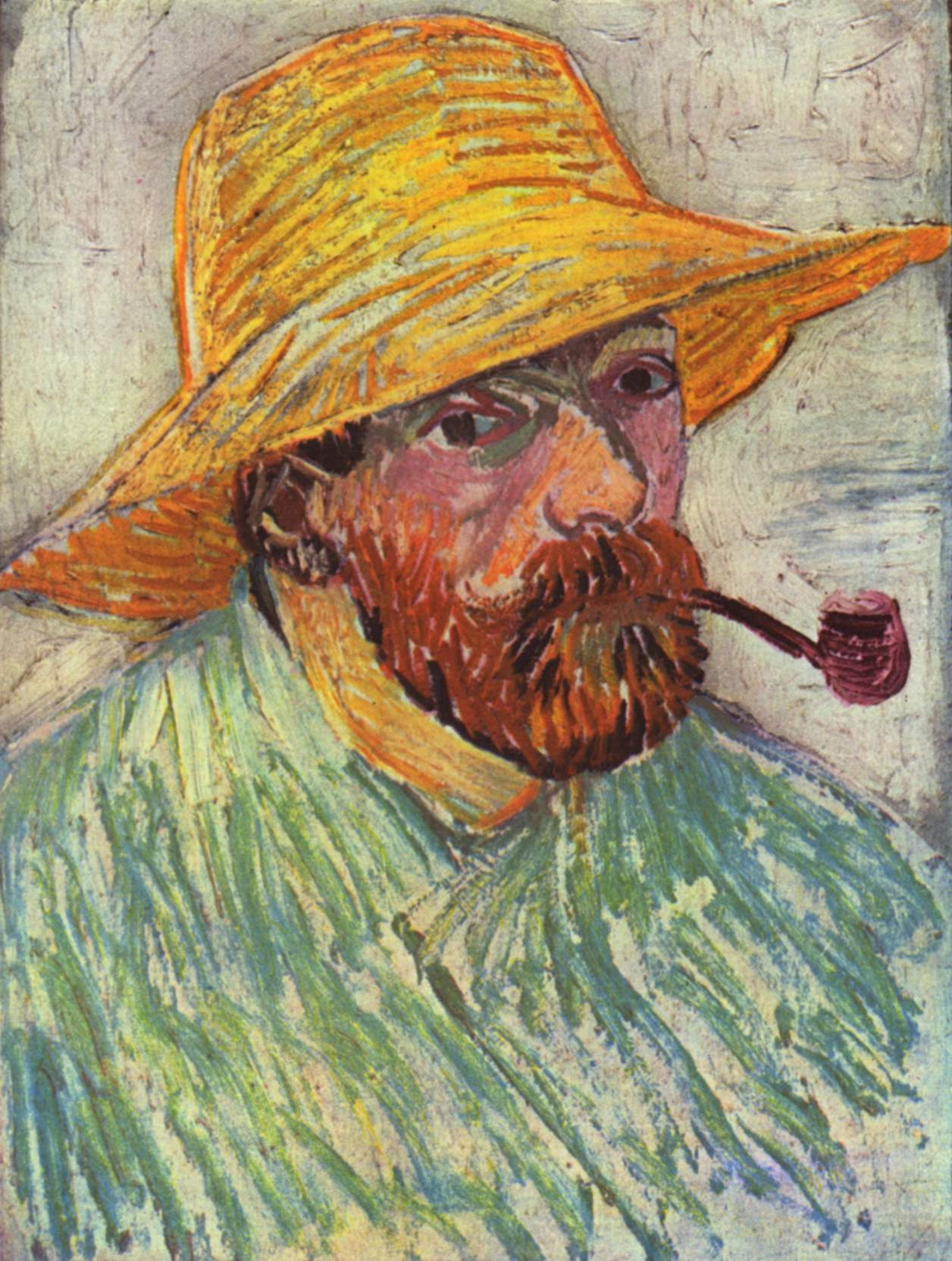
1887年9-10月（F524）
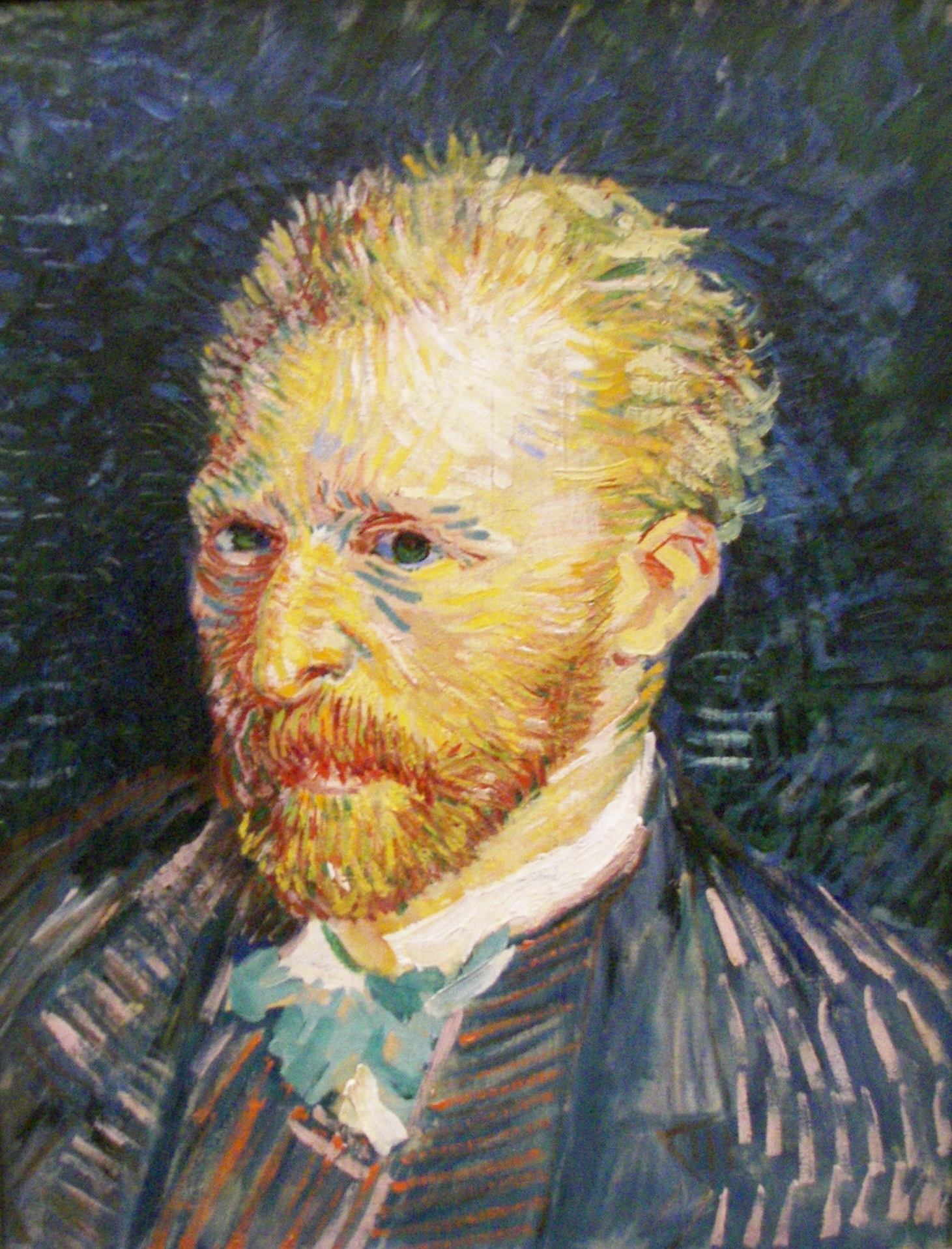
1887年秋（F320）
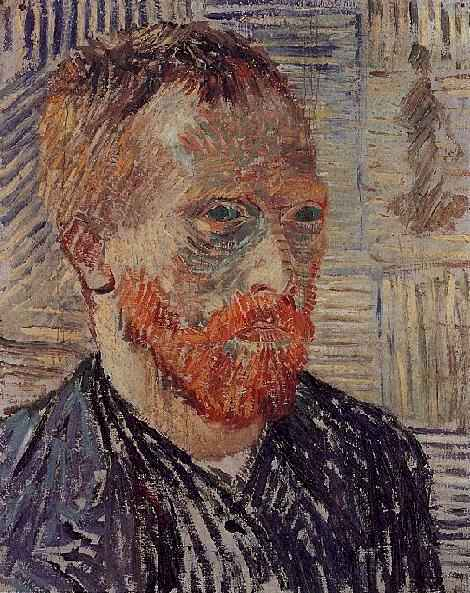
日本画のある自画像、1887年12月（F319）
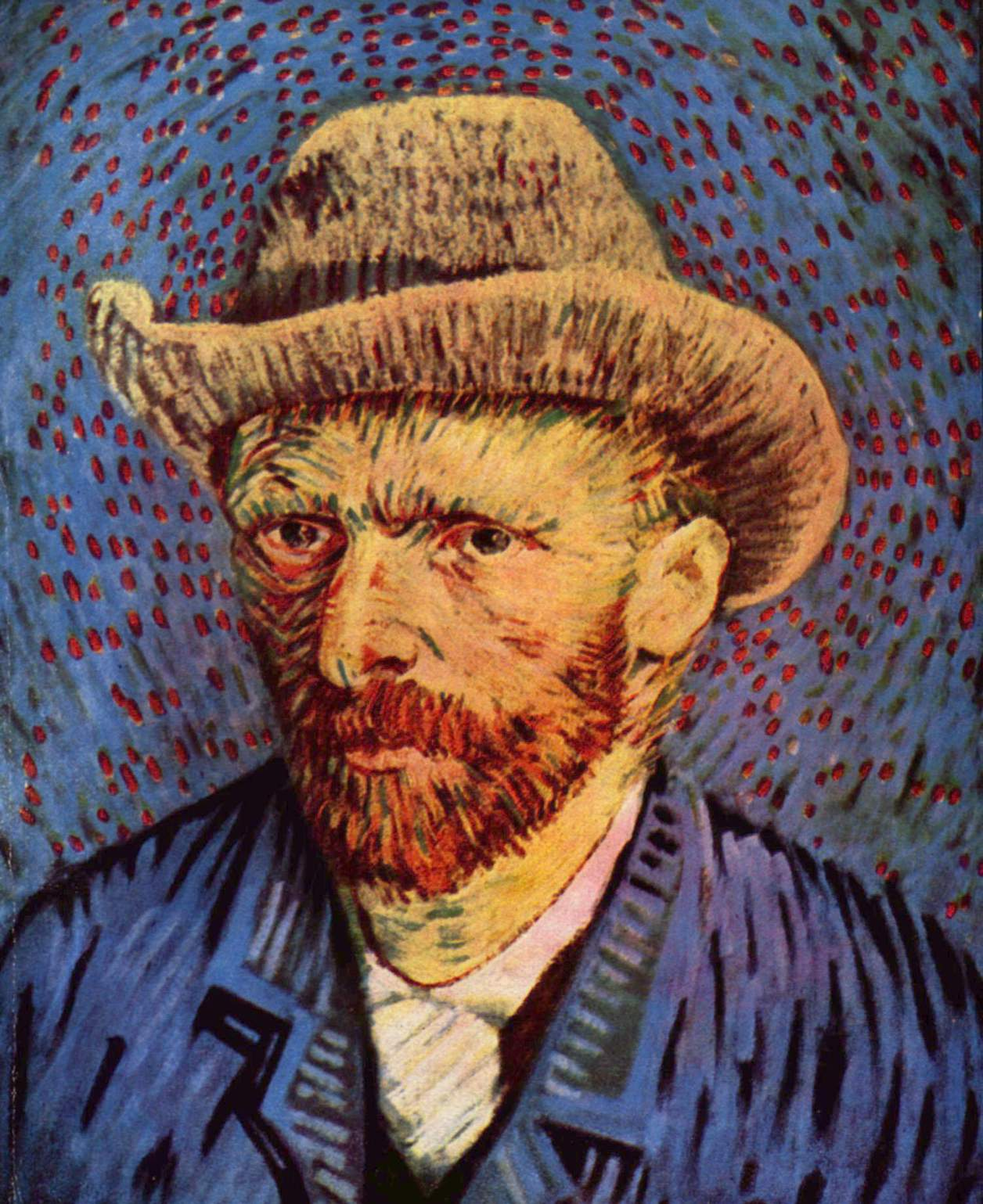
1887-88年冬（F344）
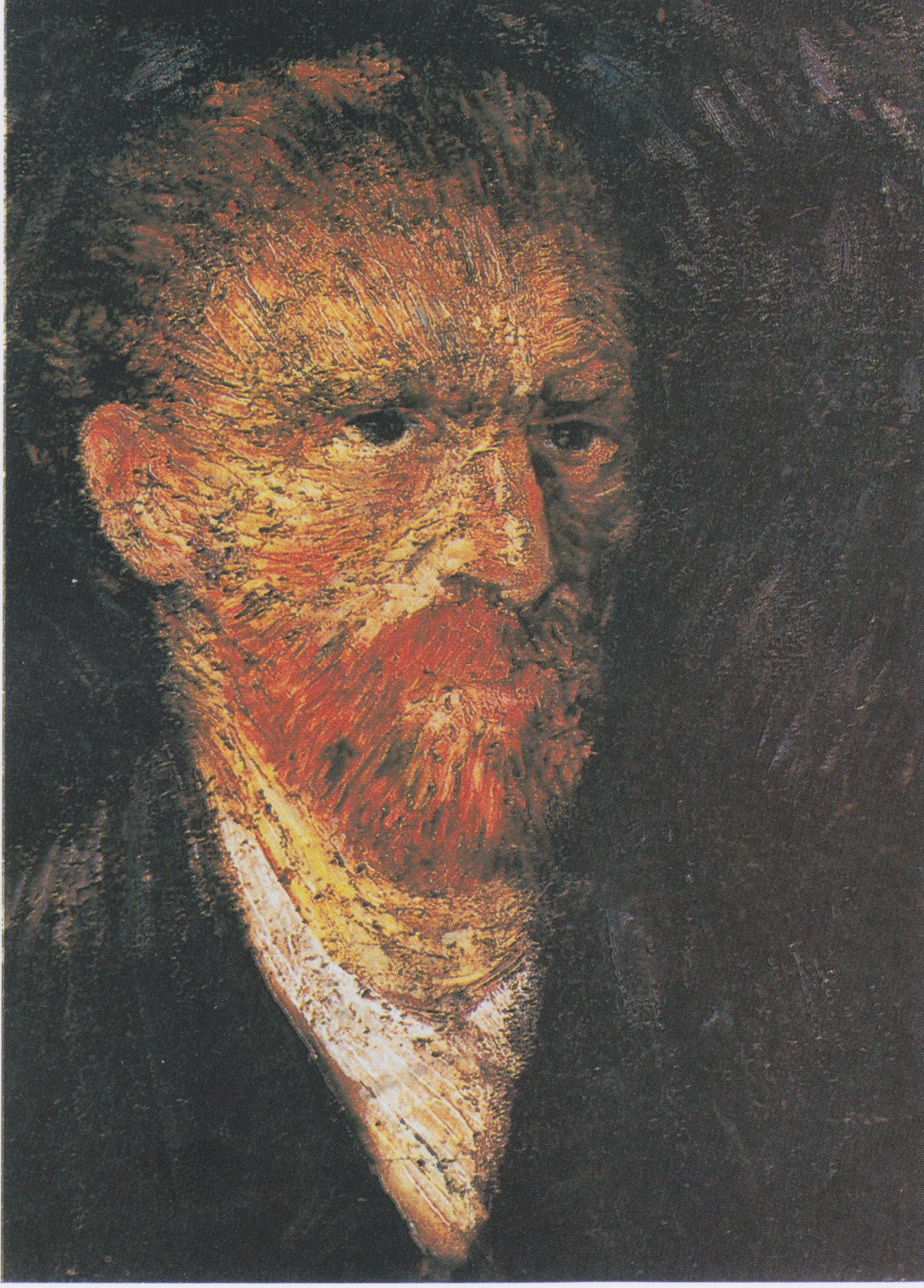
1887-88年（F1672a）
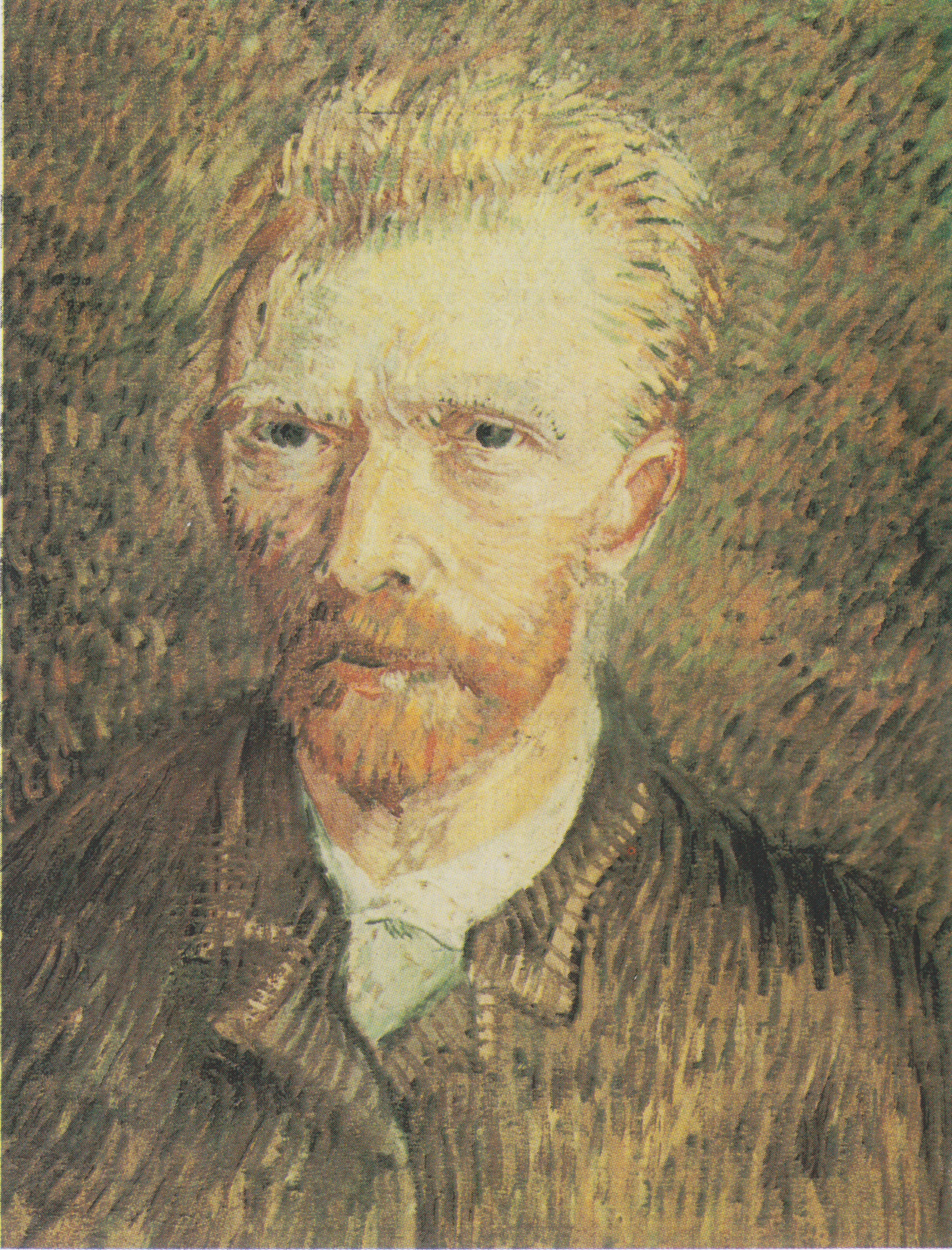
1887-88年（F366）
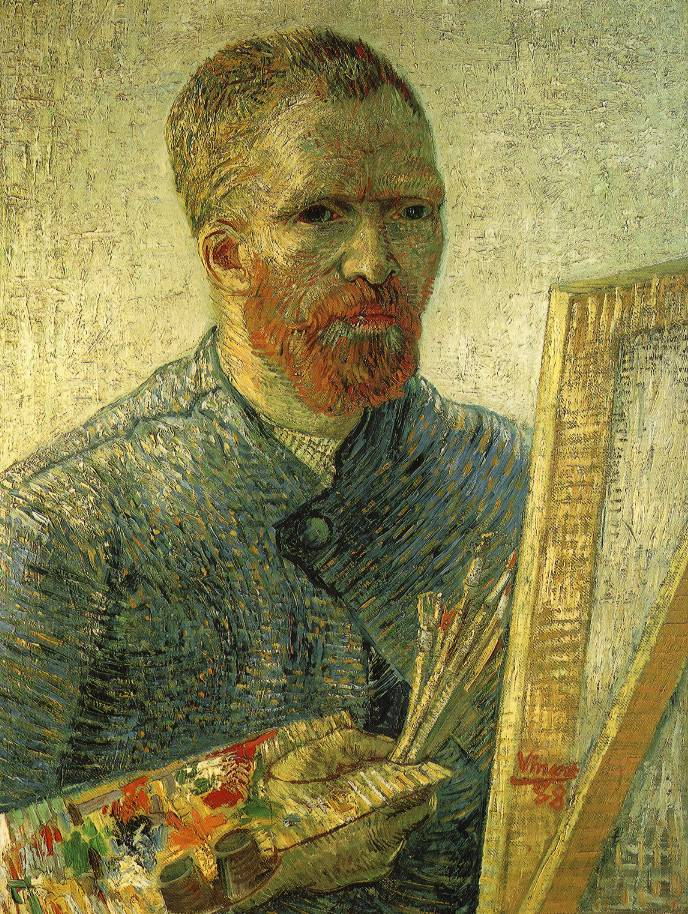
1888年1月（F522）

アルル

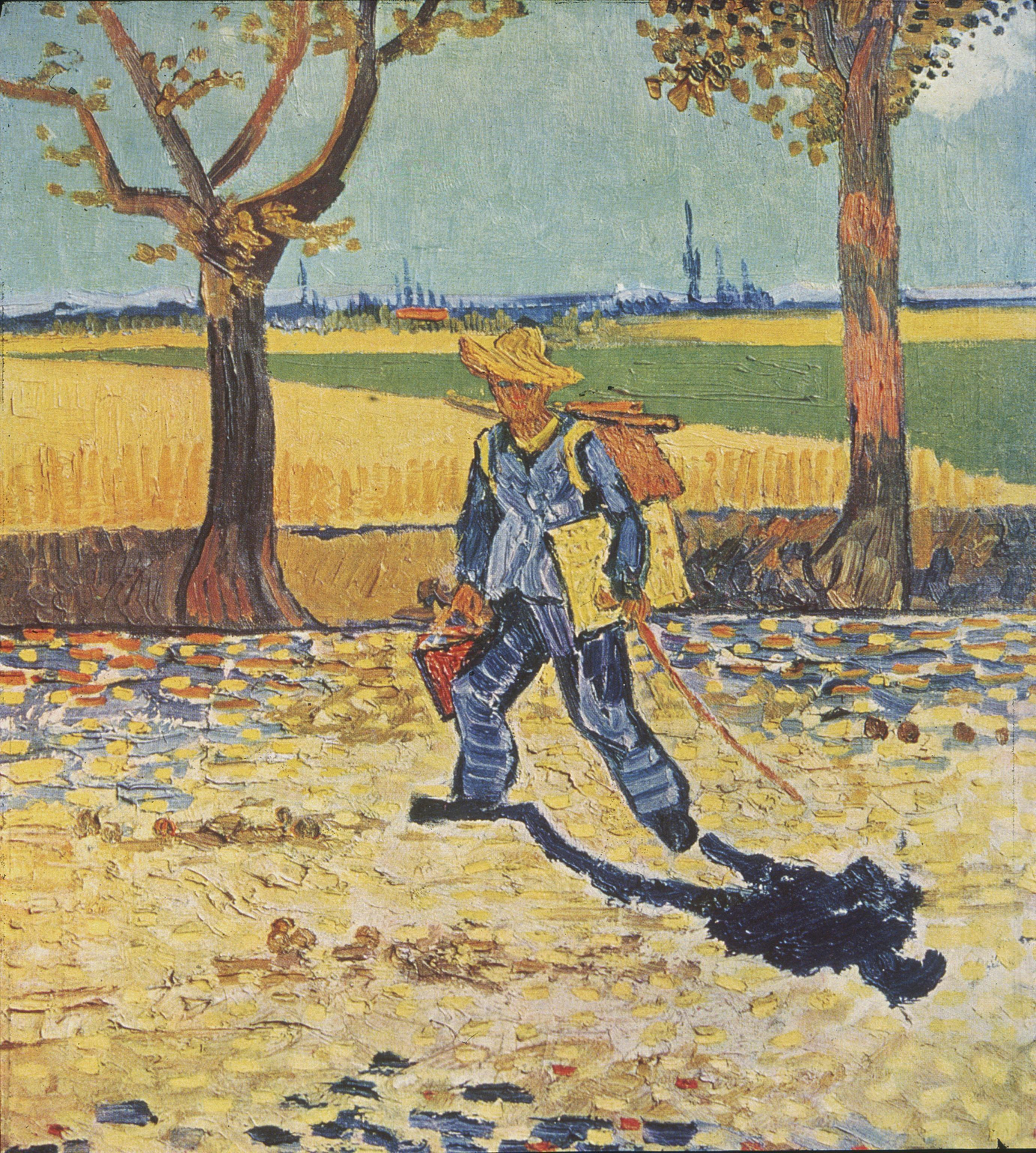
制作に赴く途上の画家、1888年8月（F448）
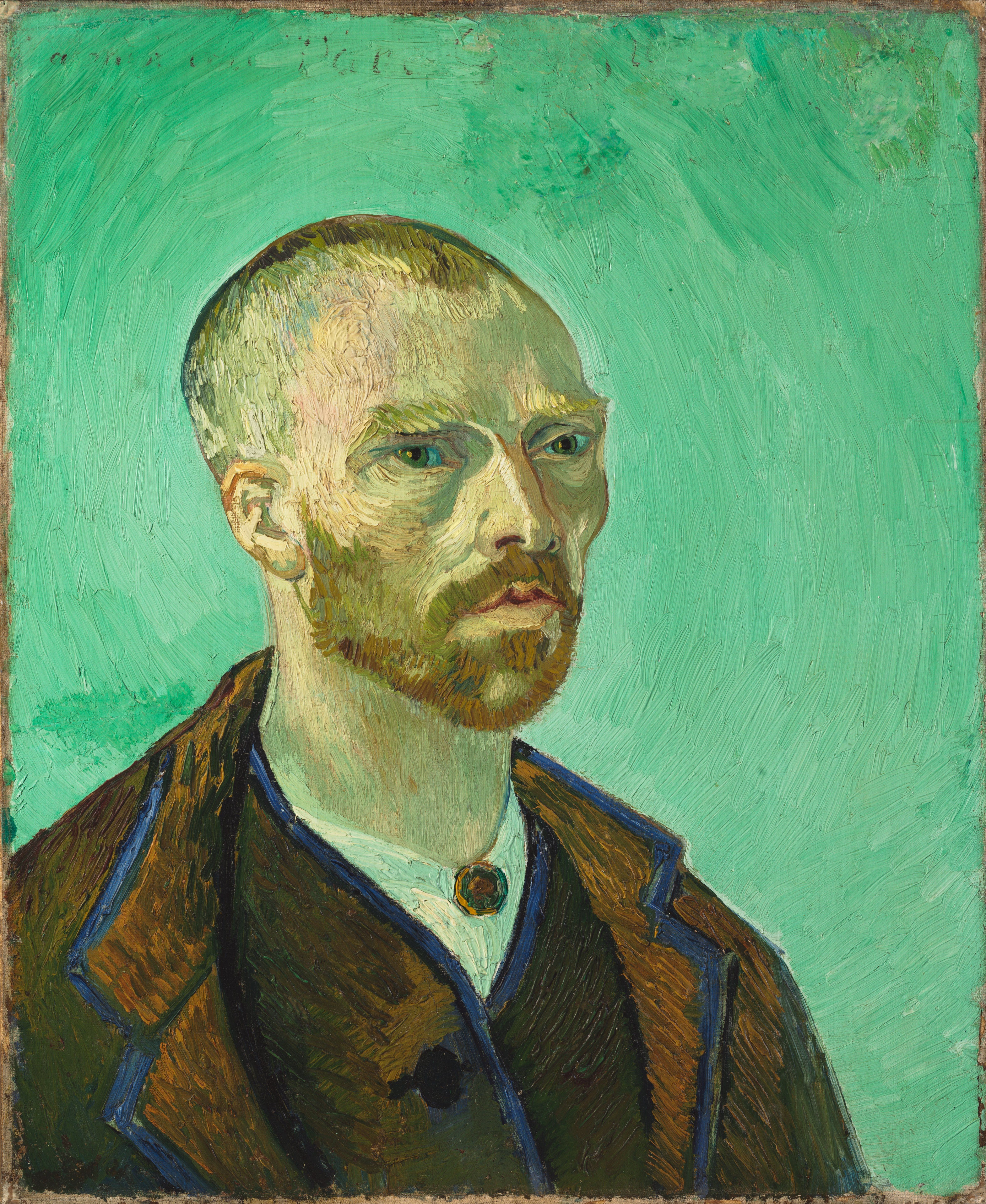
坊主としての自画像（ポール・ゴーギャンに捧げる）、1888年9月（F476）
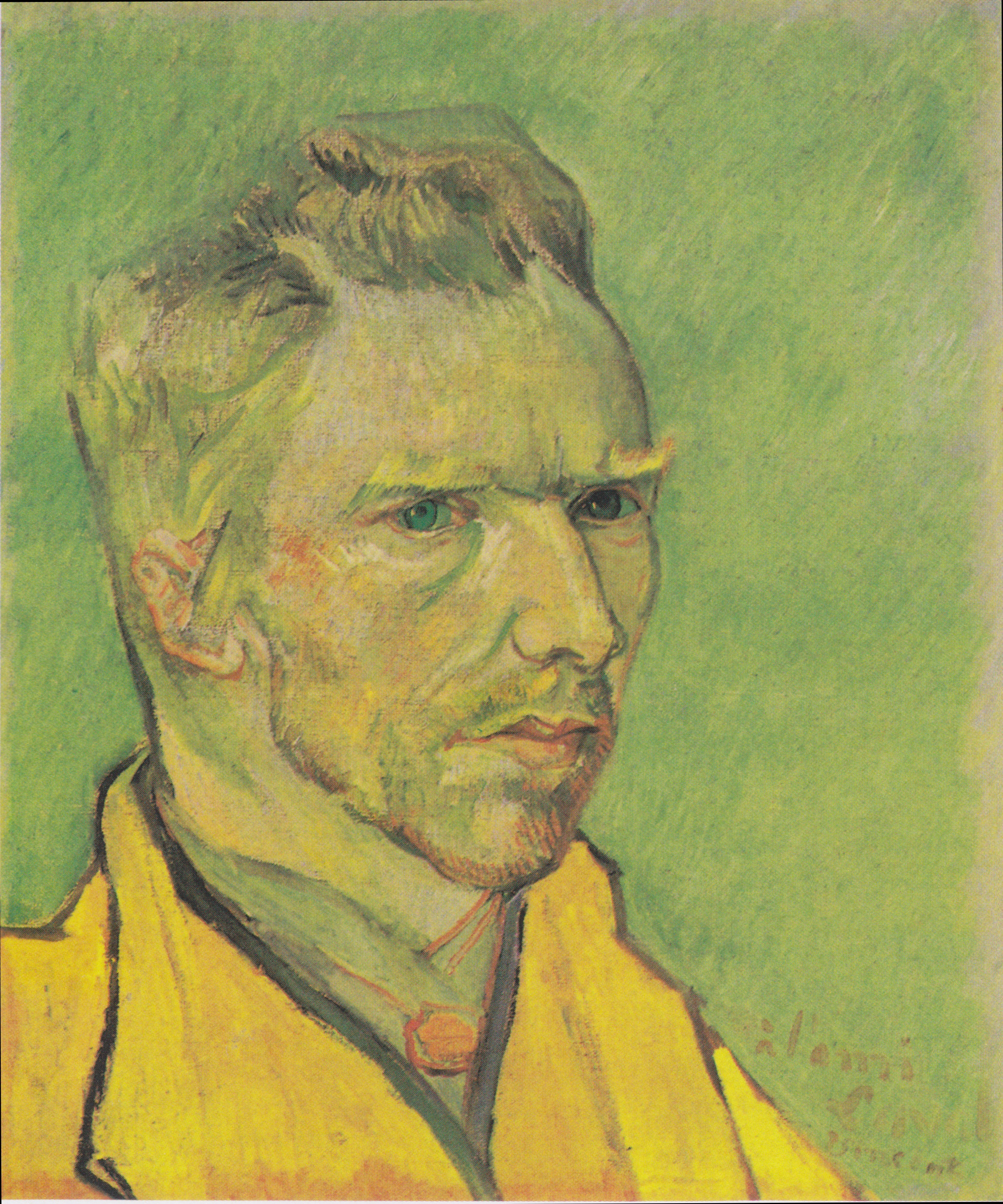
1888年11-12月（F501）
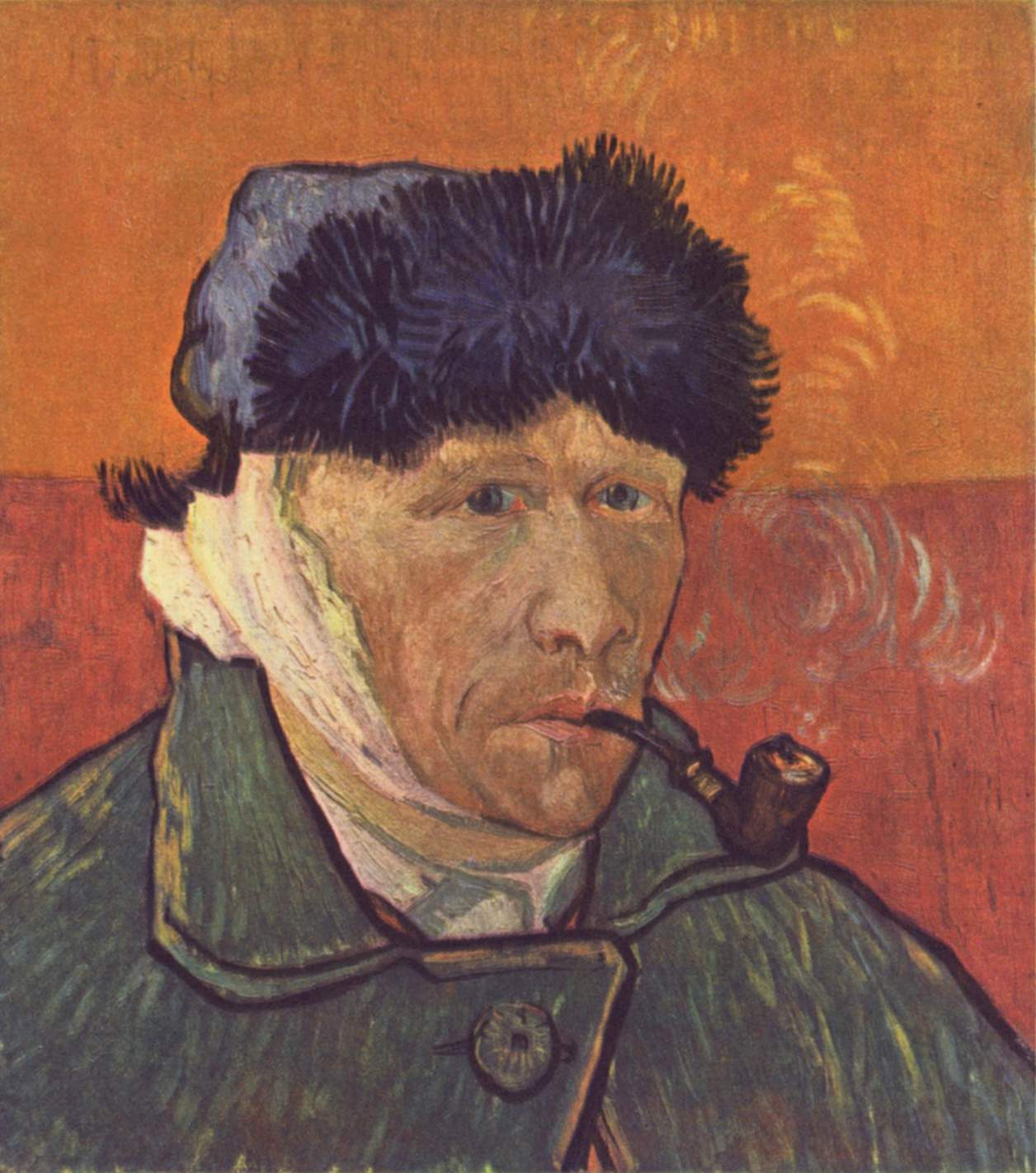
包帯をしてパイプをくわえた自画像、1889年1月（F529）
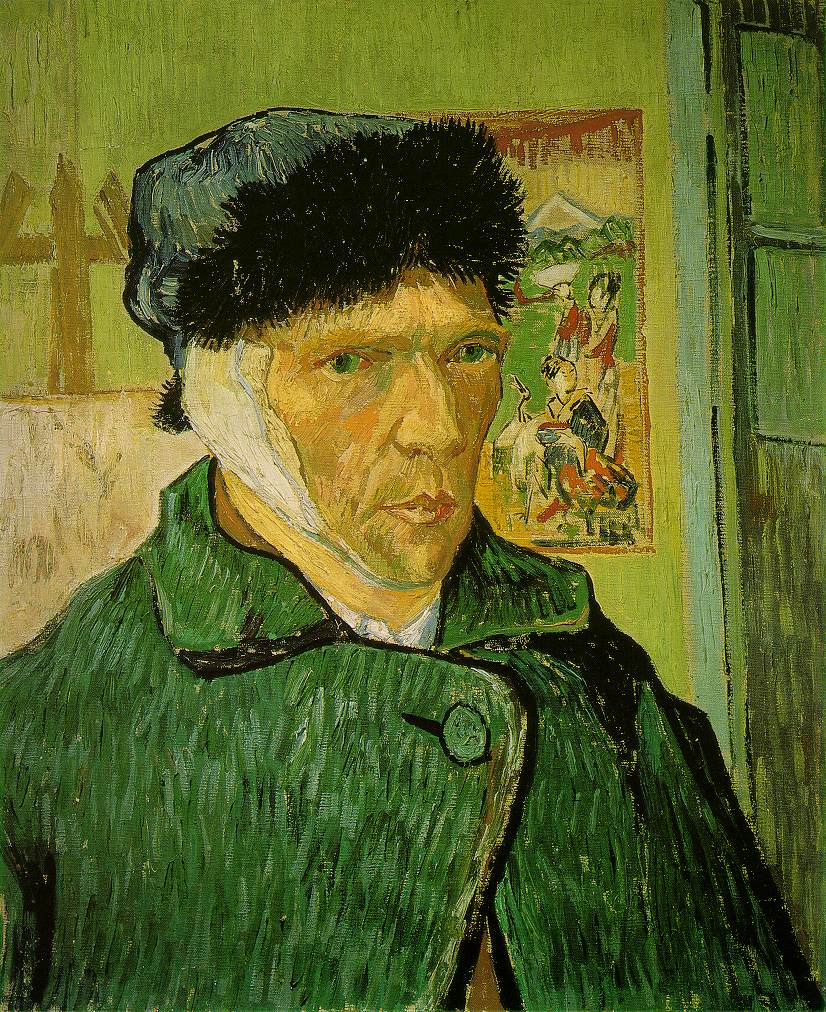
耳を切った自画像（頭に包帯をした自画像）、1889年1月（F527）

サン＝レミ
サン＝レミ＝ド＝プロヴァンスで仕上げられた自画像では、画家の頭部はすべて左側、つまり耳が切断されていない側から描かれている。『ひげのない自画像』は、最も高い価格がついた絵画の1つで、1998年にニューヨークにて7150万ドルで売却された。当時これは史上3番目に高価（インフレーションを考慮すると4番目）な売却価格であった。
- 1889年8月（F626）[25]
- 1889年9月（F627）[26]
- ひげのない自画像、1889年9月末（F525）[27]

オーヴェル
オーヴェル＝シュル＝オワーズの滞在中は、現存する限りでは自画像を描かなかった。

## 他の画家が描いた肖像
ファン・ゴッホと交流のあった複数の画家によって、彼の肖像画が描かれている。

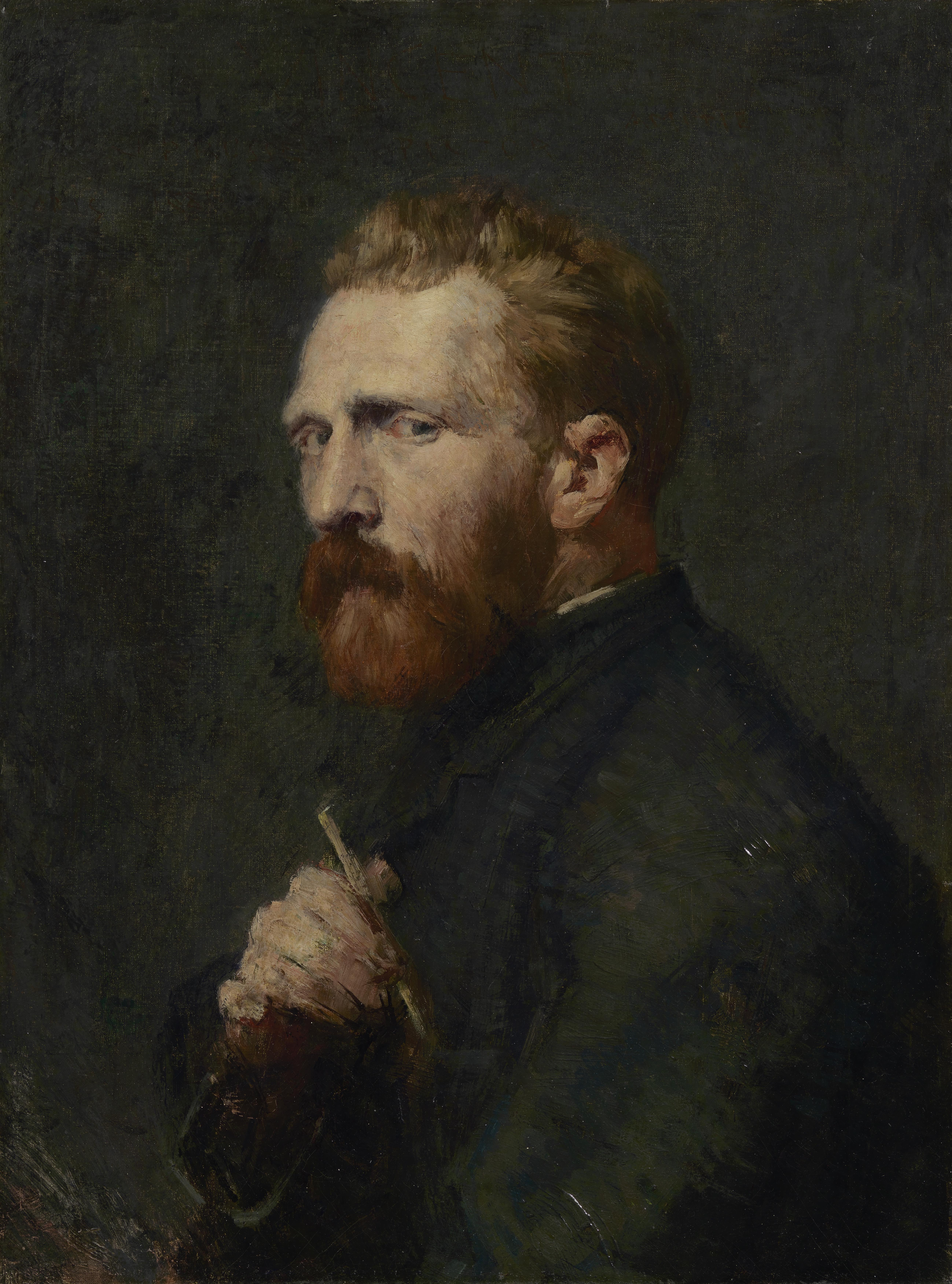
ジョン・ピーター・ラッセル、1886年、キャンバスに油彩、60.1 ✕ 45.6 cm、ファン・ゴッホ美術館蔵
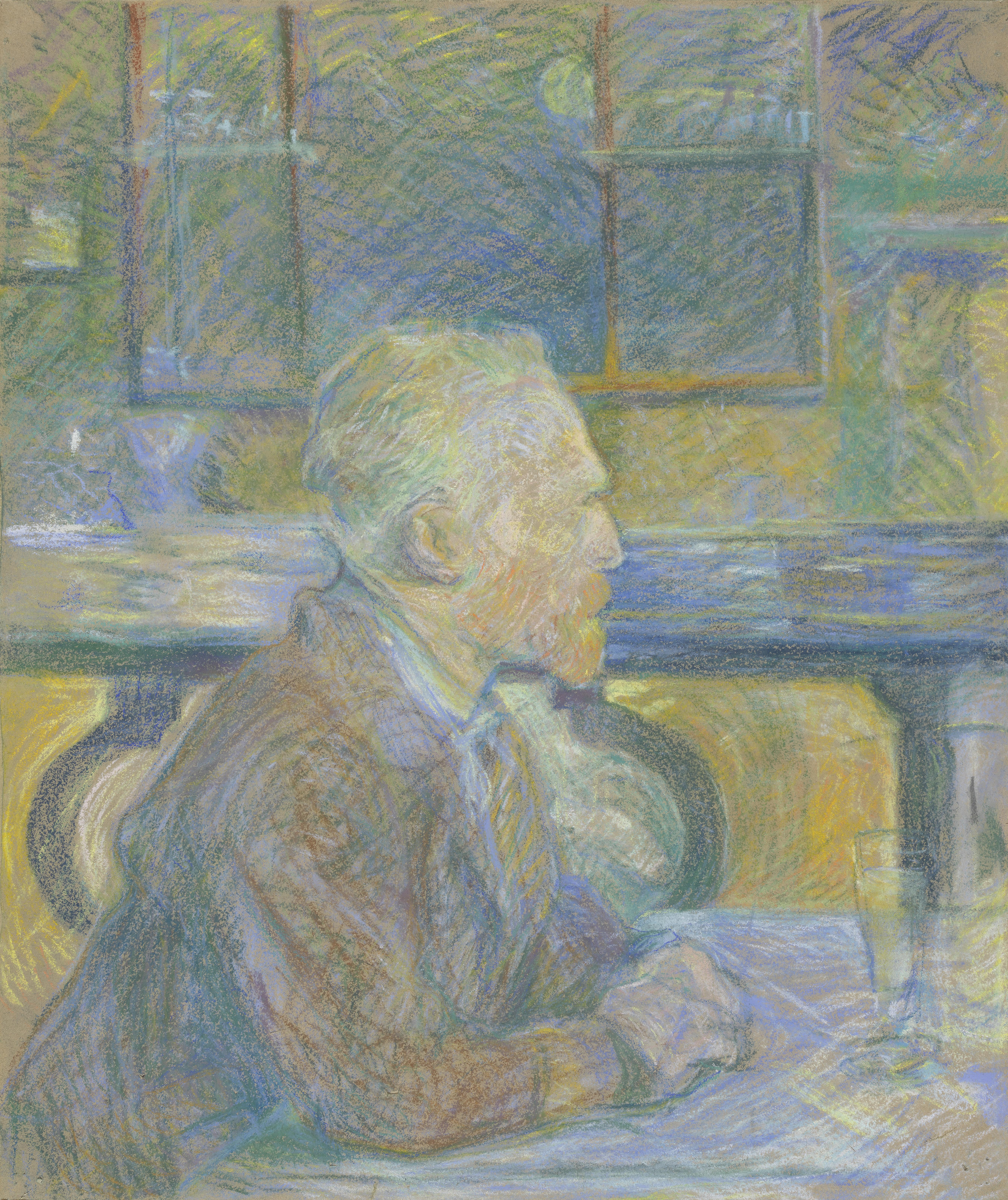
アンリ・ド・トゥールーズ＝ロートレック、1887年、厚紙にパステル、54 × 45 cm、ファン・ゴッホ美術館蔵
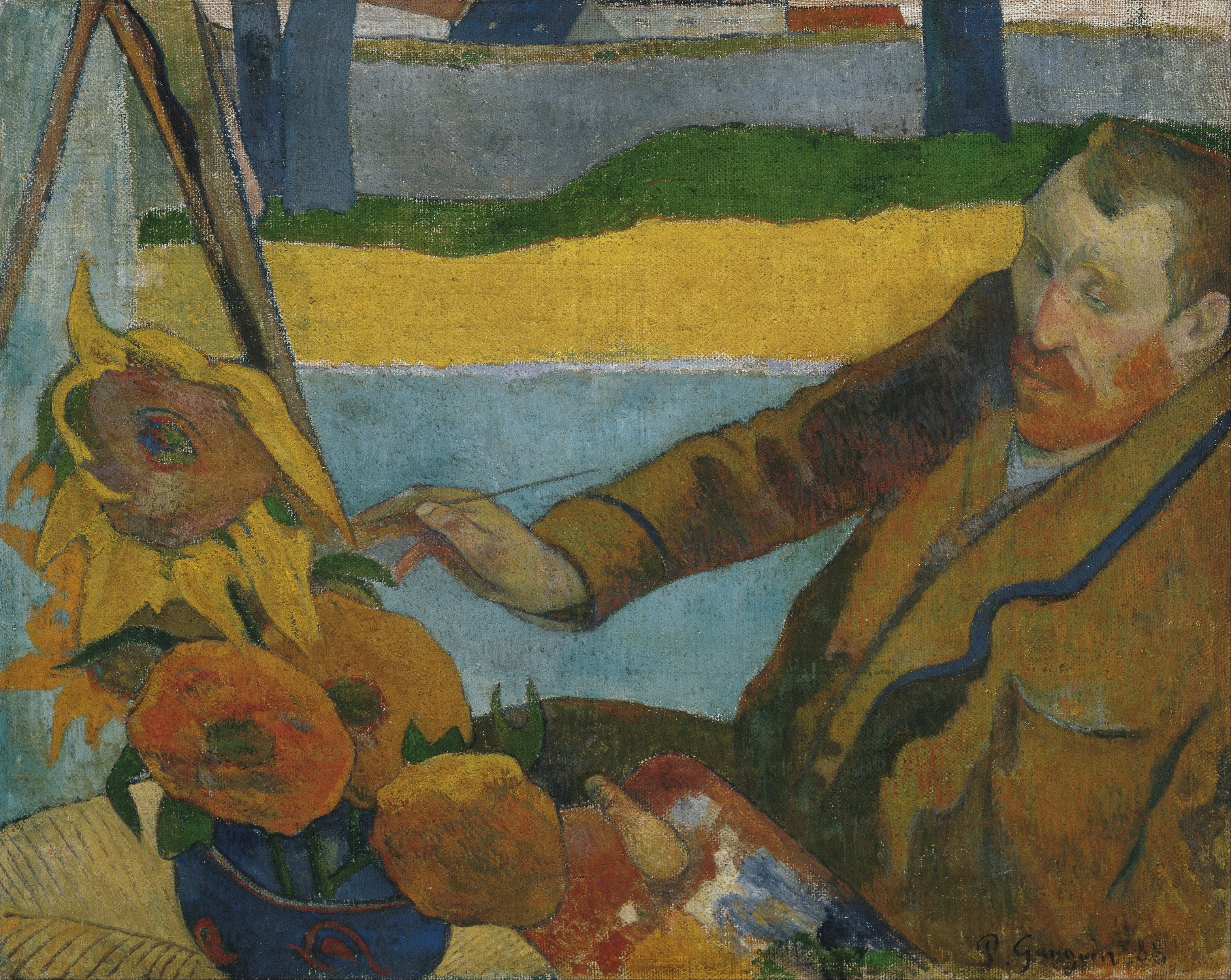
ポール・ゴーギャン、1888年、ジュートに油彩、73 × 91 cm、ファン・ゴッホ美術館蔵

## X線解析
ゴッホが描いた『農婦の頭部』（1885年）がスコットランド国際美術館に出展された。
その作品を2022年6月15日にX線解析したところ、デッサン段階の帽子をかぶった自画像が現れた。

## その他
真贋が疑われるもの
ゴッホのカタログ・レゾネ（類型別全作品目録）を出版した当時から、ジャコブ・バート・ド・ラ・ファイユは、真贋の怪しい絵が含まれていたことを認めている。1930年ド・ラ・ファイユは、それまでに排除した100点以外にも、自身がカタログ・レゾネに掲載していた作品のうち、およそ30余りの絵の信頼性を否定した。彼が信頼性を否定した絵画は、『自画像』のほか『ひまわり』などが突出して多かった。1970年、ド・ラ・ファイユの死後、原稿を管理する編集者は、それらの『自画像』が偽物であると看破したが 、すべての論争を解決できたわけではなかった。少なくとも1つは次のようなものである。
当時ロサンゼルスのウィリアム・ゲーツ・コレクションだった『Selfportrait 'a l'éstampe japonais'』については、すべての編集者がその信憑性に疑いを示していた。
『耳を切った自画像』
本作は、1910年にノルウェーのオスロ国立美術館が購入したが、タッチが他の自画像と異なるように見えることから、学者や美術研究家などは、長年真作ではないと見なしていた。しかし、2014年より現物をファン・ゴッホ美術館に送って鑑定を行った結果、2020年1月にサン=レミ時代の1889年8月下旬頃に描かれた真作であると発表された。
テオの肖像
パリ時代の1887年4月に描かれたとされる自画像のうちの一枚は、2011年にファン・ゴッホ美術館の鑑定により、弟テオを描いたものであると断定されている。
ゴッホの写真
ファン・ゴッホの肖像写真はオランダ時代のものしか残っていないが、1990年代始め、パリに移り住んだ1886年頃に彼を写したものではないかと推定される写真が発見されている。
また、1886年にエミール・ベルナールと共にセーヌ川のほとりで座っていた時の後ろ姿を捉えた写真が現存する。

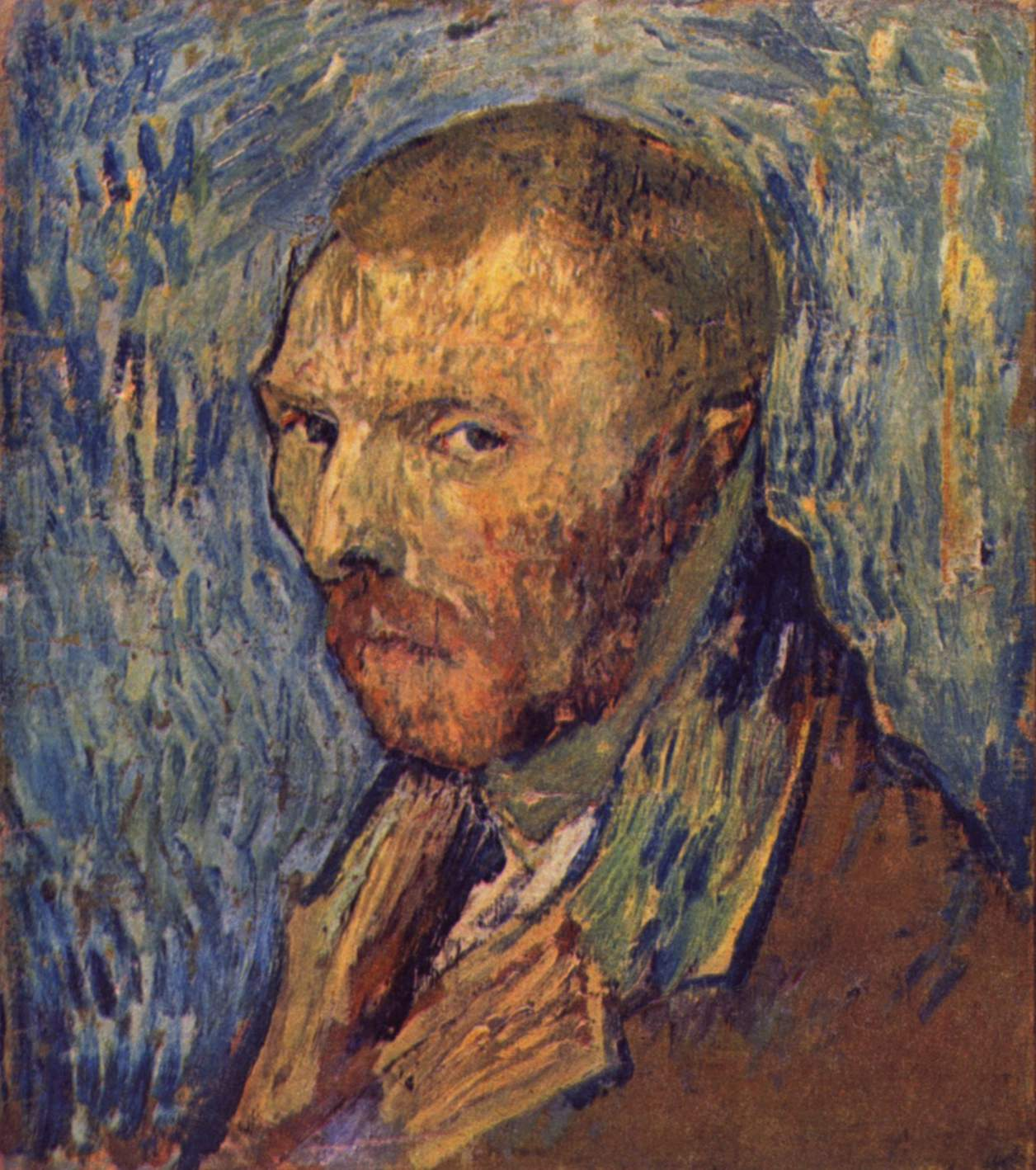
耳を切った自画像 1889年8月下旬（F528）、キャンバスに油彩、55.5 × 45 cm、オスロ国立美術館蔵
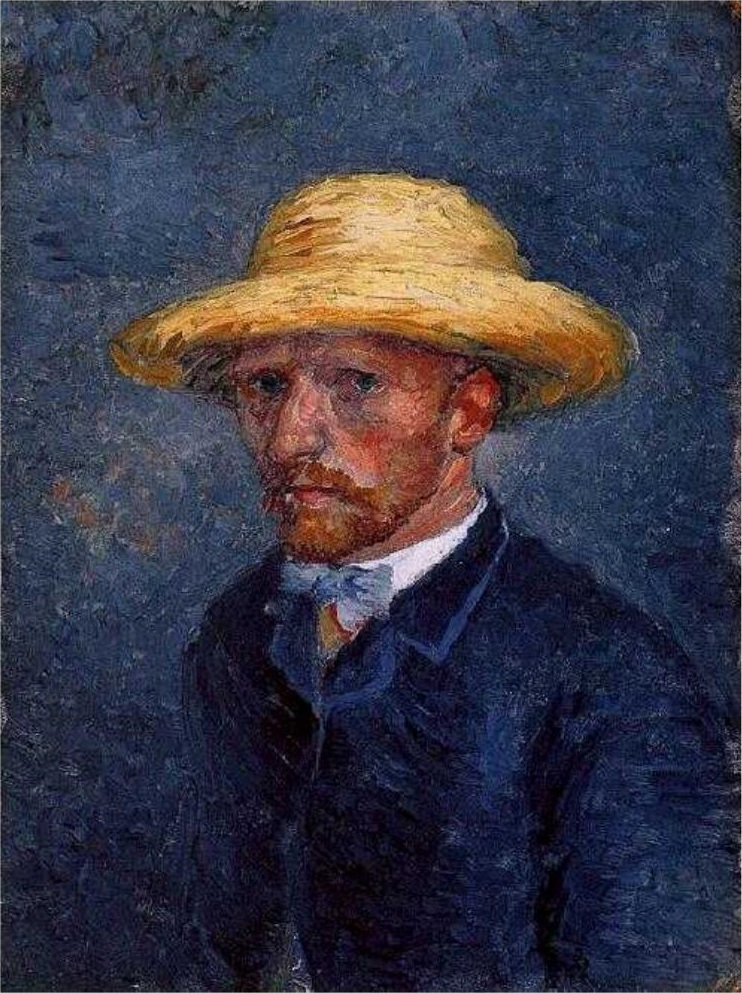
テオの肖像 1887年（F294）、キャンバスに油彩、19 × 14 cm、ファン・ゴッホ美術館蔵
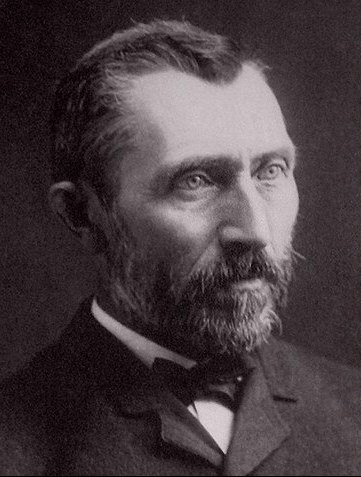
ファン・ゴッホという説のある肖像写真
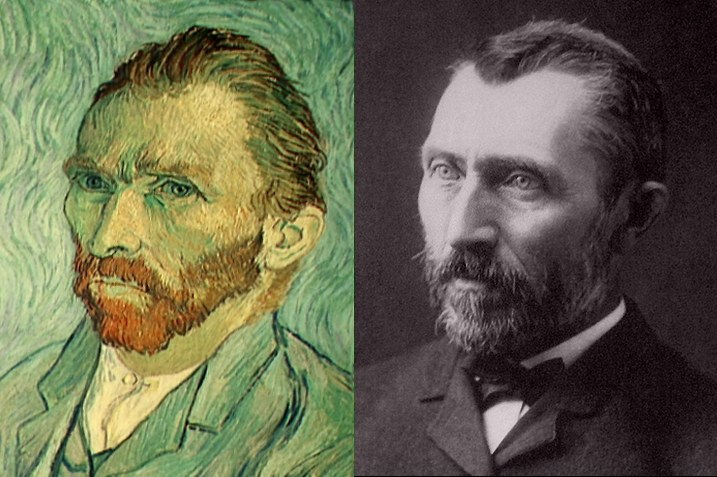
自画像との比較
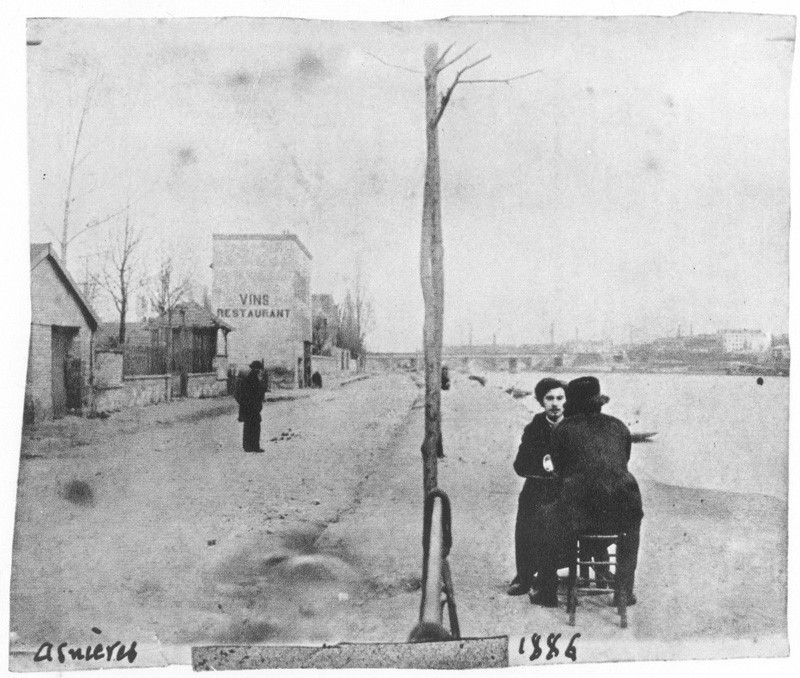
ベルナールとファン・ゴッホ（後ろ姿）

## 参照
ファン・ゴッホの描いた自画像はかなりの枚数に上る。識別のため、ジャコブ・バート・ド・ラ・ファイユのカタログ・レゾネ（類型別全作品目録）(1928 & 1970) (F) やヤン・フルスカーによる改定版（1978年、1989年修正） (JH)の数字を参照している。

### 関連文献
- 木下長宏『ゴッホ 〈自画像〉紀行』中公新書カラー版 2014
- 木下長宏編・解説『ゴッホ 自画像の告白』二玄社 1999 - 画文集（手紙から）